# 西安市
34°15′40″N 108°56′33″E / 34.26101°N 108.94238°E
西安市，古称鎬京、長安、京兆、西京、雍州，是中华人民共和国陕西省的省会城市，其位於中国正中部，在陕西省内位于中南部及渭河平原正中，是特大城市、国家中心城市及关中城市群核心城市。西安市的行政级别为副省级市，也是陕西省乃至西北地区的政治、经济、文化、交通、医疗、教育中心。常住总人口为1,299.59万人，市人民政府驻未央区凤城八路未央广场。
西安是中国乃至世界范围内的文化及旅游名城，其历史及人文积淀极为深厚，在海内外知名度较高。其是中国历史上第一个被称为京的城市，拥有着3,100多年的建城史以及1,070余年的建都史。历史上曾有包括周、秦、西汉、隋、唐等在内的多个繁荣朝代在此建都，从而令西安见证了中国历史上开放、外向、尚武、繁荣的顶峰时期图景，并留下巨量遗存。西安目前有两项六处世界文化遗产，也是陆上丝绸之路起点城市。西安主城区至今仍保留有完整的明代城墙及城门、护城河及桥、角楼、瓮城、箭楼等设施，在市内及周边散布着秦始皇陵、汉阳陵、汉长安城遗址、唐大明宫遗址等大量古代文化遗存，具有极高的考古研究价值。
地理与交通上，西安位於关中渭河平原的中部，黄河最大的支流渭河自城区北侧自西南至东北流过，北部与西部也有着浐河、灞河、泾河等河流，素有“八水绕长安”之说，均为生态保护区，南邻秦岭北坡，也临近中国南北方的气候的交界点。因位于国家中心的地理位置，西安是长三角、珠三角和京津冀通往西北及西南的门户城市与重要交通枢纽，也是西北地区前往国家东部、南部地区的必经之地。西安火车站位於隴海鐵路上，是运量巨大的枢纽车站。西安目前拥有4F级的西安咸阳国际机场，以及西安北站等国内高铁运输枢纽。市内交通上，西安目前拥有11条运营中的地铁线路，总里程达403千米，另运营市域铁路西户线及有轨电车高新云巴。
西安是中国国家中心城市之一，丝绸之路经济带、新亚欧大陆桥及黄河流域重要城市，关中城市群的经济、科技、教育、能源、金融、文化、商贸中心，其所属的阎良区中国重要的航空产业基地。2009年经国务院批准《关中—天水经济区发展规划》，提出将西安建设成为国家重要的科技研发中心、区域性商贸、物流、会展中心、区域性金融中心、国际一流旅游目的地以及全国重要的高新技术产业和先进制造业基地，着力打造西安国际化大都市。2013年国务院批复成立西咸新区，成为中国第七个国家级新区，2017年成立的中国（陕西）自由贸易试验区管辖的大部分片区位于西安市境内。2018年2月，国家发展和改革委员会、住房和城乡建设部发布《关中平原城市群发展规划》支持西安建设国家中心城市、国际性综合交通枢纽、建成具有历史文化特色的国际化大都市。
行政区划上，现辖11区2县并全面代管西咸新区，总面积约1.07万平方公里(含西咸新区），另有高新区、曲江新区、经开区等官方划定的经济管理区若干。西安市委、市政府等党政机构位于未央区行政中心。

## 歷史

### 古代
西安的历史发展可以追溯到100万年前的蓝田猿人时期。7000年前的仰韶文化時期，這裡已經出現了城垣的雛形；2008年，西安高陵杨官寨遗址出土距今6000余年的新石器时代晚期城市遗迹，被选为当年中国考古发现之首，也将西安地区城市历史推进到6000多年前的新石器时代晚期。
从文献关于夏启与有扈战于甘之野作《甘誓》的记载来看，夏的势力已经到达西安地区。殷商时期，西安境内有属于商代的老牛坡遗址，位于西安市灞桥区燎原村北，是商王朝在渭水流域的一处中心聚落遗址。从西周開始，西安成為中國的都城，當時被稱作「宗周」镐京，秦咸陽城舊址位於今西安市西北部與咸陽市東南部，秦阿房宫遗址位于今西安市西郊。漢都長安城建立在秦咸陽城遗址东南，别稱「鳳城」，又因城牆走向頗似南斗六星和北斗七星，被稱作「斗城」。
唐代的長安城是當時的首都，在中國乃至世界歷史上盛極一時。唐長安城佈局嚴謹，規模宏大，奠定了今天西安市區的街道佈局。歷史上有數個王朝在此建都，先後為西周、秦朝、西漢、前趙、前秦、西魏、北周、隋朝、唐朝等，歷時1000多年。黃巢、李自成都在這裡建立過政權。
在中唐之后，由於安史之乱對关中經濟的大規模破壞，中国的政治中心逐渐东移，但西安作为西部重镇和西北区域中心的地位依然不容忽视。五代時，後梁改京兆府為雍州，設大安府，後唐改大安府為京兆府。宋代置陝西路，後置永興軍路。金代改永興軍路為京兆府路。元代曾設安西府；後改為安西路、奉元路。明代改奉元路為西安府，「西安」之名即由此而來。明崇禎十六年（1643年）李自成率農民起義軍攻入西安後，改西安為長安，建立大順政權。

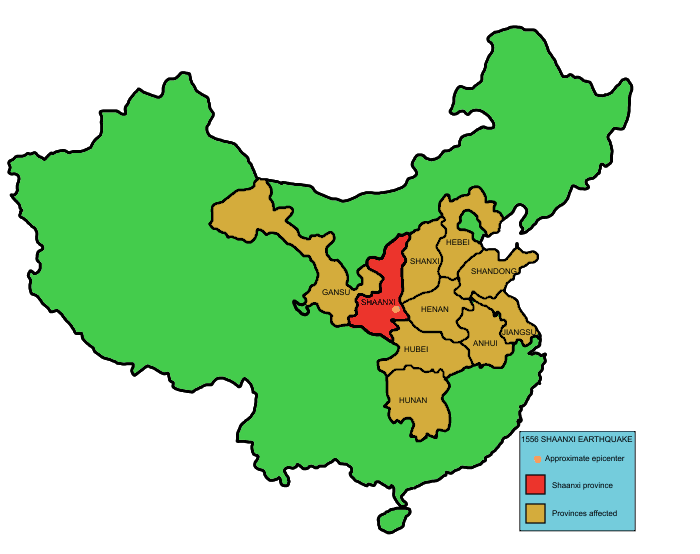
1556年嘉靖大地震，人类历史上死亡人数最多的一次地震

嘉靖三十四年腊月十二（1556年1月23日），陕西省发生约8级的大地震，西安是重灾区之一，据《陕西通志》记载，位于西安的小雁塔为唐朝时修建，在此次地震中被震裂，塔身从十五层减少为十三层。地震造成全国死亡人数占计高达83万（不包括没有登记户口的居民），是中国历史以至全球史上伤亡最为惨重的一次地震。

### 近现代
1911年10月22日，在辛亥革命爆发后西安也爆发了武装起义，占到总城面积约四分之一的满城被起义军攻陷并焚毁。在之后的北洋政府时期，西安局势亦不稳定，屡次发生大小战役，尤其是第三次西安战斗当中，镇嵩军围困西安城长达数月之久，城内死伤惨重，对近代西安影响极大。1928年，国民政府将长安县城及城关一带划出，设立西安市。1930年，撤销西安市，原西安市区域复归长安县管理。

中華民國時期的西安市

民國21年（1932年），西安改名西京，被定為中華民國陪都。为对抗经长征抵达陕北的红军，1935年蒋介石在西安南院门设立西北剿匪总司令部并自任总司令。时任西北剿匪副总司令的张学良在多次建议不成后，同杨虎城共同发动了震惊中外的西安事变，使中国的抗日统一战线得以达成，直接影响了东亚现代史的轨迹。中国抗日战争期间，日本对中国西安进行战略轰炸达七年之久，对西安城造成了重大破坏。另外，华北及华中地区大量学校、工厂企业及难民迁移至西安，对之后的西安教育、经济和人口构成又产生了深远影响。1943年，再次设立西安市，其行政区域为原长安县城及城周四乡。
1949年5月20日，中国人民解放军占领西安。5月25日，西安市人民政府成立，贾拓夫任第一任市长。
西安也是八九民运期间，爆发大规模抗议的数座大城市之一。
九二南巡后，西安亦开始向国际化大都市转型。2005年以来成为欧亚经济论坛的承办地，并于2011年举办世界园艺博览会。西安现为世界二线城市。

### 建都于西安之王朝
在传统史学背景下，按照中国史学專家史念海、谭其骧的计算标准，西安是中国的建都时间最久、建都朝代最多的城市。西安从奴隶制社会的顶峰西周王朝、中国第一个大一统帝国秦朝、中国第一个盛世王朝西汉到中国古代社会的顶峰唐朝，當中經歷成康之治、文景之治、汉武盛世、昭宣中兴、开皇之治、贞观之治、到开元盛世等治世，在中國歷代古都中佔有重要角色。在中國歷史上，有21個政權被認為在西安建都，但是因為人們對「王朝」、「首都」和「建都」等概念理解存在差異，對於哪些「政權」應該稱為「王朝」，當中哪些王朝的「首都」應該算是西安，一直眾說紛紜。
目前官方公认的說法是13個王朝或国家，此外還有多种不同的說法，主要有下列說法：
- 11朝：依照時間次序為：西周（373年）、汉朝（西汉（210年）、東漢（獻帝6年））、王莽建立的新朝（15年）、西晉（愍帝2年）、前趙（11年）、前秦（33年）、後秦（34年）、西魏（22年）、北周（25年）、隋（24年）、唐（273年）共计1000余年。
- 12朝：在11朝的基礎上加上赫連勃勃建立的夏國；
- 13朝：在11朝的基础上加上秦朝，并将东汉（献帝6年）单独计算；
- 15朝：在11朝的基礎上加上更始政權、建世政權、大齊和大順[24]。
- 14朝：分兩種情形：
  1. 在11朝的基礎上加上西漢末年由劉玄建立的更始政權、由樊崇挟劉盆子建立的建世政權和唐末黃巢建立的大齊。
  2. 在11朝的基礎上加上夏國、大齊和李自成建立的大順。

### 西安历代名称
- “西安城”：丰邑（殷商）-镐京（西周）-長安（西漢）-常安（新莽）-長安（东漢）-長安（曹魏）-長安（西晋）-长安（前秦）-长安（后秦）-长安（北周）-大兴（隋）-长安（唐）-大安（后梁）-長安（后唐）-永兴（宋）-奉元（元）-西安（明）-西安（清）-西安（中華民國）-西安（中華人民共和國）
- “西安”：宗周（周）-内史（秦）-京兆（汉）-京兆（新）-京兆（南北朝）-京兆（隋）-京兆（唐）-大安（后梁）-京兆（后唐）-京兆（宋）-奉元（元）-西安（明）-西安（清）-西安（中华民国）-西安（中华人民共和国）

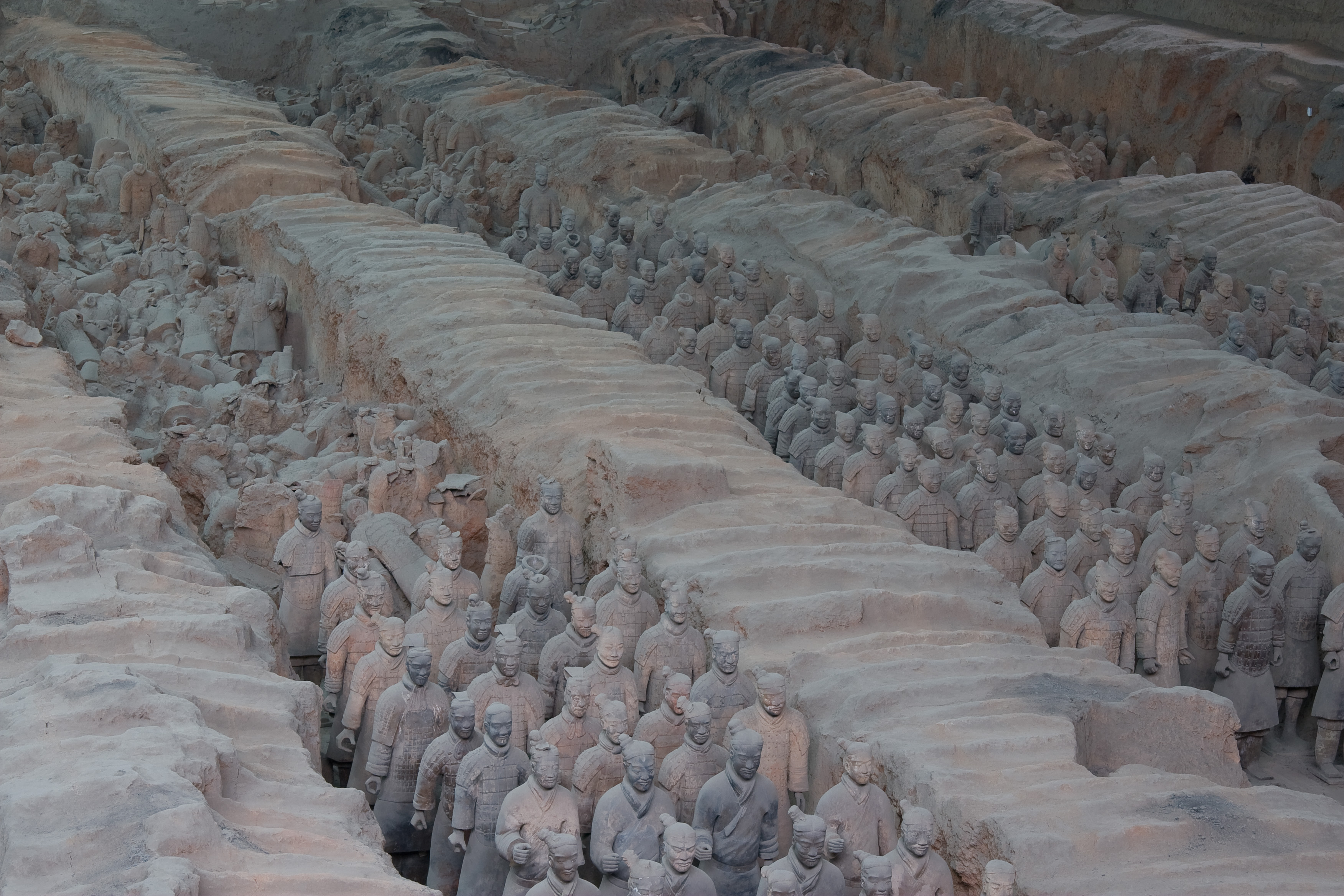
舉世聞名的秦始皇陵兵马俑
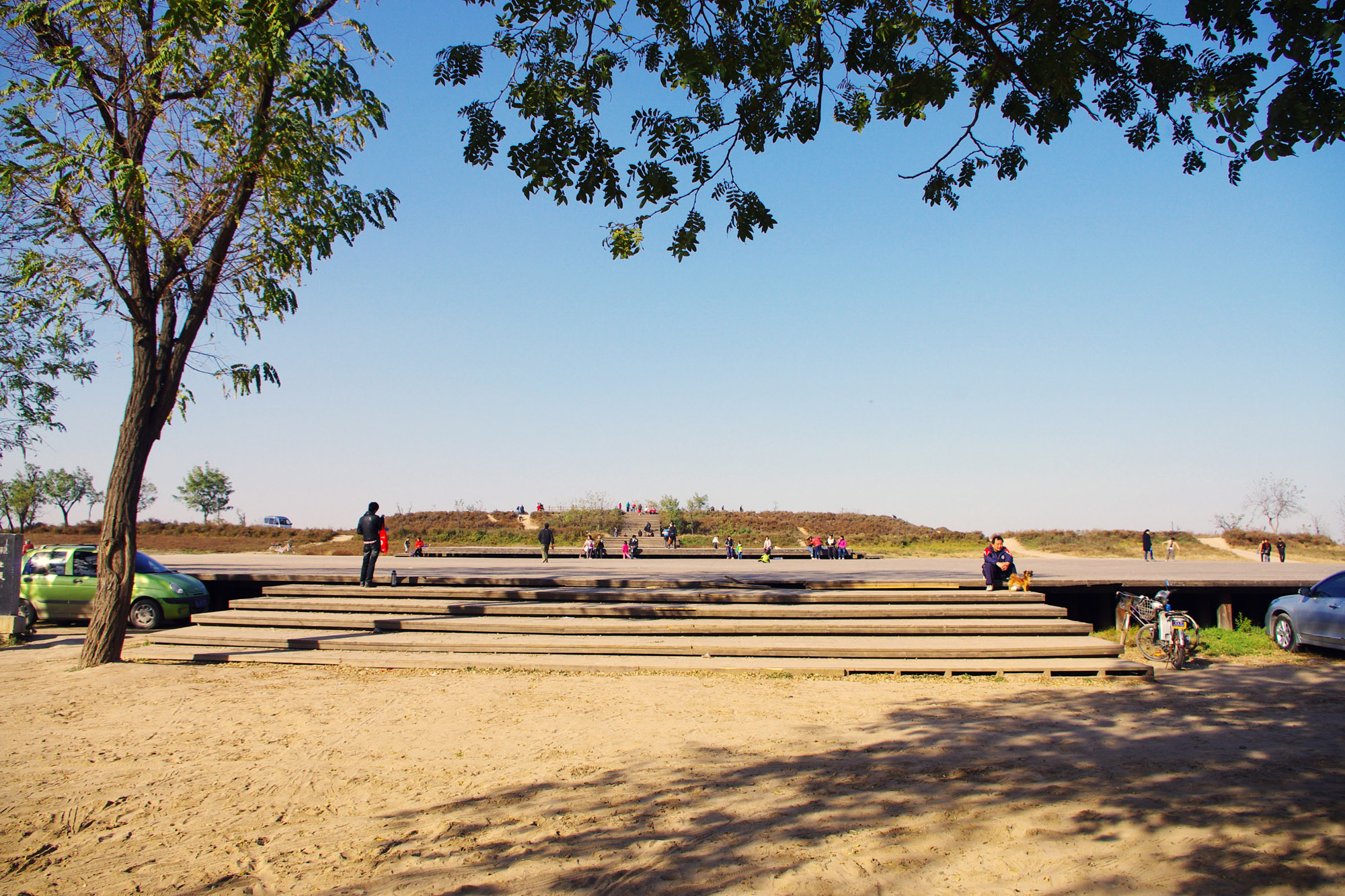
汉长安城遗址，未央宫前殿
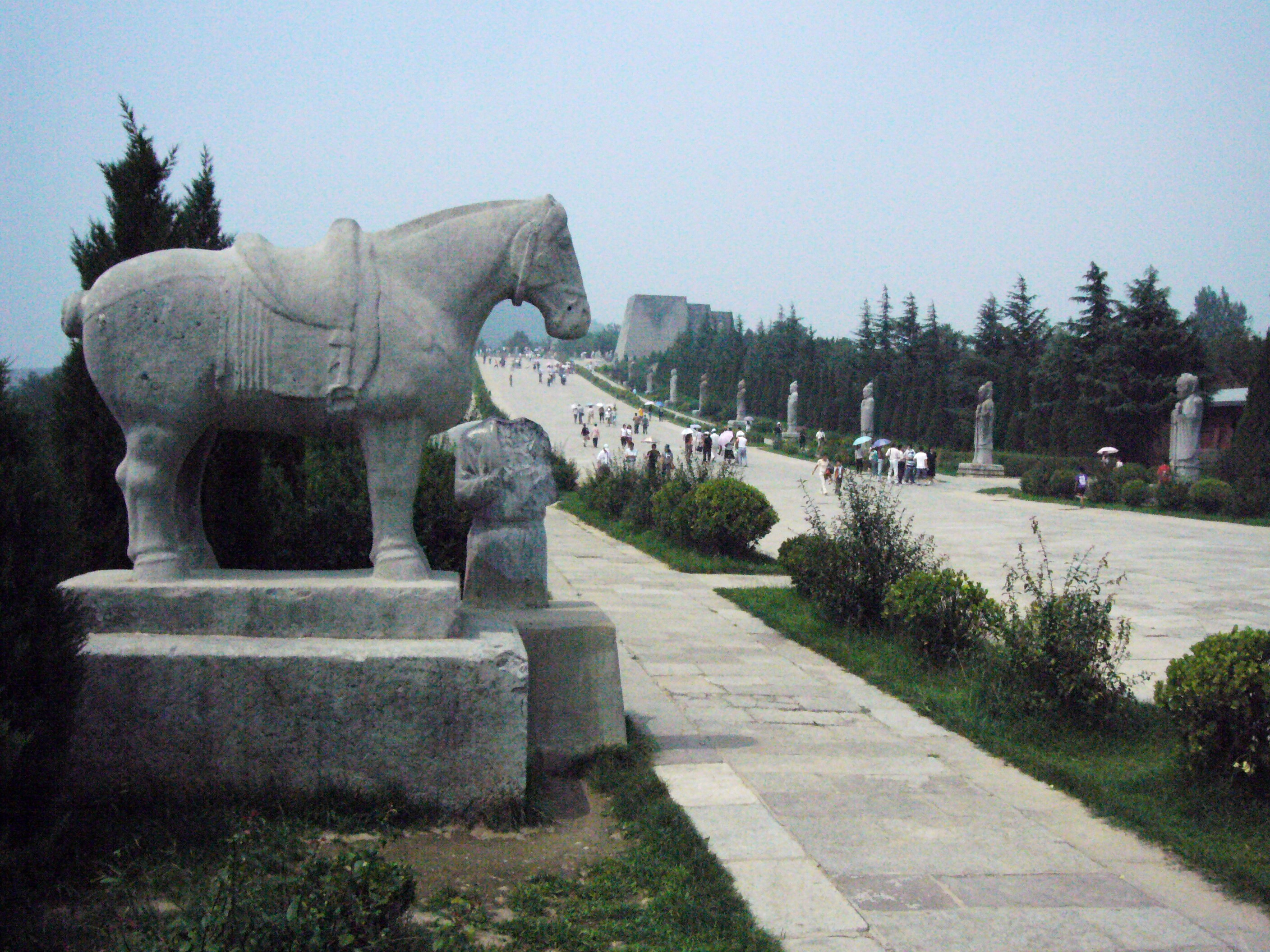
唐高宗帝陵
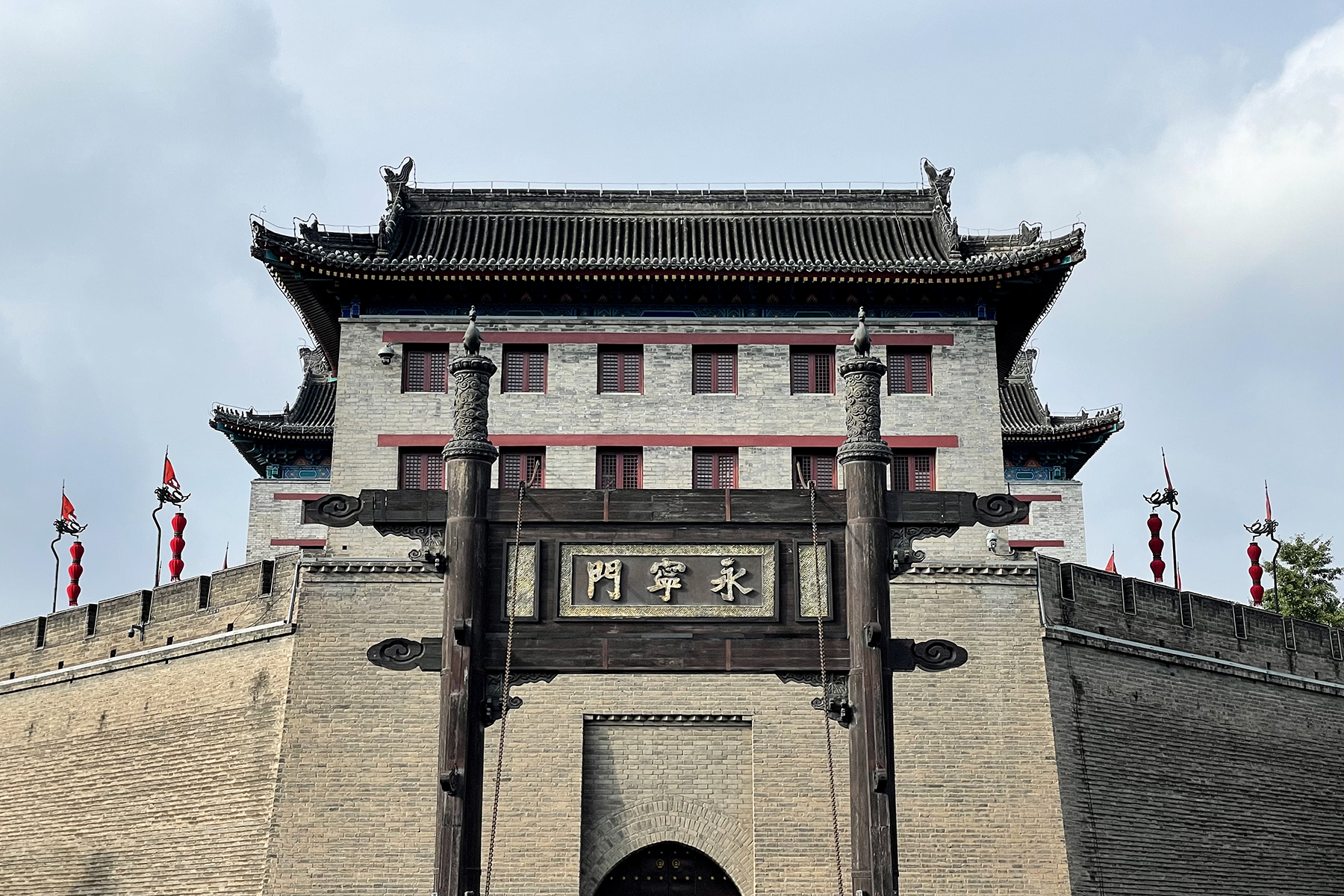
明朝城牆永宁门

## 地理

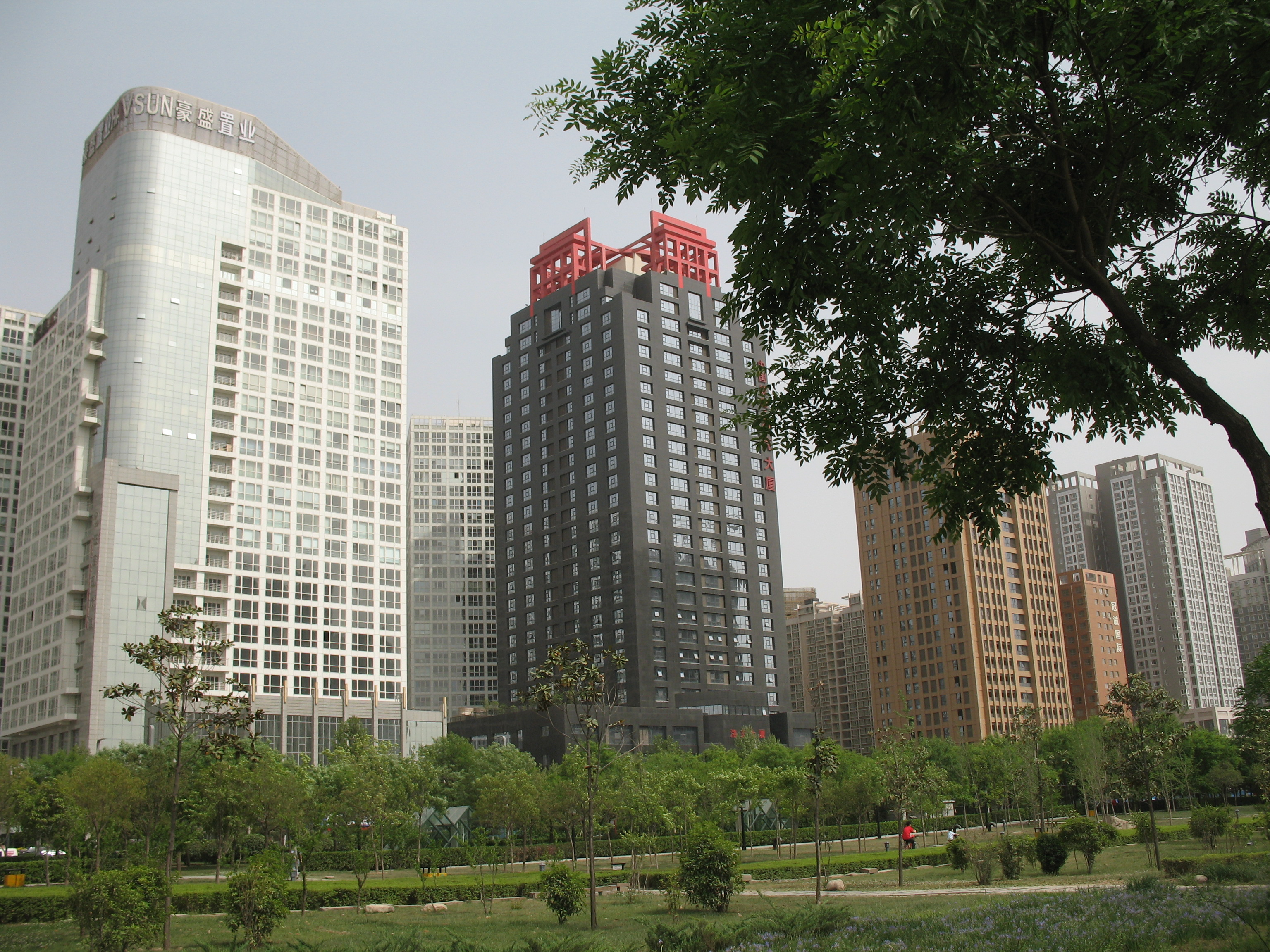
唐城墙遗址公园

西安南屏秦嶺，東近華山，西臨太白，北連北山。西安有被稱為「世界第八大奇跡」的秦兵馬俑遺址、古代城闕遺址、77座帝王陵墓、眾多名寺古塔、先民遺跡等優秀文化藝術遺產，是世界旅遊熱點城市之一。

### 位置與範圍
西安位於黃河流域關中平原中部，北臨渭河，東經107°40'—109°49'，北緯33°39'—34°45'之間，地理上處於中國大陸的中心，南北方分界線的北側，在行政區劃上則屬於西北地區。關中平原號稱「八百里秦川」，這裡原野坦蕩，土地肥沃，適合種米，自然環境優越。西安就在八百里秦川中部，東西最長204公里，南北最寬116公里，全市面積9983平方公里，其中市區面積1066平方公里。
| 方位         | 地点           | 坐标                                            |
| ------------ | -------------- | ----------------------------------------------- |
| 北           | 阎良区关山镇   | 34°44′45″N 109°23′20″E / 34.74590°N 109.38880°E |
| 东           | 蓝田县灞源镇   | 34°09′40″N 109°47′29″E / 34.16120°N 109.79140°E |
| 南           | 周至县厚畛子镇 | 33°41′43″N 107°50′42″E / 33.69522°N 107.84503°E |
| 西           | 周至县厚畛子镇 | 33°46′46″N 107°39′20″E / 33.77953°N 107.65562°E |
| 中心（城市） | 新城区西安钟楼 | 34°15′40″N 108°56′33″E / 34.26101°N 108.94237°E |

### 水文與地形
西安地勢東南高，西北低，平均海拔410米左右，四周多「原」：西安地區處於山腳之下，河流側畔以「原」相稱的連綿不斷的地形各有特點，此種地形多為地勢高而開闊，城郊以龍首原、凤栖原、白鹿原、少陵原、神禾原、細柳原、樂游原最為有名。
西安地區自古有「八水繞長安」的說法——東部有灞河、滻河，西部有澇河、灃河、南部有潏河、滈河，北部有涇河和渭河。都屬黃河流域的渭河水系。除此之外流量較大的還有發源自太白山的黑河（西安市的主要生活取水源地）。

### 氣候
西安位于温带季风气候区和亚热带季风气候区的过渡地带，南部的秦岭山脉是中国的南北方气候分界线"秦岭-淮河线"的一部分，因此兼具两种气候的部分特点。该市四季分明但时长不均，冬夏季节长于春秋。全年雨量适中，集中于夏秋，雨热大体同期，农作物较易生长，湿度冬低夏高。冬季寒冷程度较为温和，少有极端严寒；夏季由于地形原因，南部山脉阻挡削弱海洋北上的冷空气，再加之地处背风坡易形成焚风效应，故炎热程度高且持续时间长，给供电、生产、学校教学、市民健康特别是心脑血管相关疾病患者的身体状况带来不小挑战。该市最高日间气温近年来（自2016年左右始）不断接近、逾越40摄氏度，且极端炎热过程持续长达月余而无明显降温。最冷月（1月）平均气温0.3℃，极端最低气温-20.6℃（1955年1月6日）。最热月（7月）平均气温27.0℃，极端最高气温41.8℃（1998年6月21日、2017年7月24日）。年平均气溫14.1℃。年平均降水量约561毫米。年平均濕度為69.6%。年平均降雪日為13.8天。1951-2017年日最高温≥40℃天数41天。
| 西安市長安區氣候數據                                                   | 西安市長安區氣候數據 | 西安市長安區氣候數據 | 西安市長安區氣候數據 | 西安市長安區氣候數據 | 西安市長安區氣候數據 | 西安市長安區氣候數據 | 西安市長安區氣候數據 | 西安市長安區氣候數據 | 西安市長安區氣候數據 | 西安市長安區氣候數據 | 西安市長安區氣候數據 | 西安市長安區氣候數據 | 西安市長安區氣候數據 |
| 月份                                                                   | 1月                  | 2月                  | 3月                  | 4月                  | 5月                  | 6月                  | 7月                  | 8月                  | 9月                  | 10月                 | 11月                 | 12月                 | 全年                 |
| ---------------------------------------------------------------------- | -------------------- | -------------------- | -------------------- | -------------------- | -------------------- | -------------------- | -------------------- | -------------------- | -------------------- | -------------------- | -------------------- | -------------------- | -------------------- |
| 历史最高温 °C（°F）                                                    | 17.0 (62.6)          | 24.1 (75.4)          | 31.3 (88.3)          | 34.9 (94.8)          | 38.6 (101.5)         | 41.8 (107.2)         | 41.0 (105.8)         | 40.0 (104.0)         | 38.5 (101.3)         | 34.1 (93.4)          | 24.5 (76.1)          | 21.6 (70.9)          | 41.8 (107.2)         |
| 平均高温 °C（°F）                                                      | 5.0 (41.0)           | 9.3 (48.7)           | 15.5 (59.9)          | 22.1 (71.8)          | 26.9 (80.4)          | 31.7 (89.1)          | 32.8 (91.0)          | 30.7 (87.3)          | 25.4 (77.7)          | 19.3 (66.7)          | 12.6 (54.7)          | 6.6 (43.9)           | 19.8 (67.7)          |
| 日均气温 °C（°F）                                                      | −0.5 (31.1)          | 3.3 (37.9)           | 9.0 (48.2)           | 15.1 (59.2)          | 20.0 (68.0)          | 24.9 (76.8)          | 26.9 (80.4)          | 25.0 (77.0)          | 19.9 (67.8)          | 13.7 (56.7)          | 6.9 (44.4)           | 1.1 (34.0)           | 13.8 (56.8)          |
| 平均低温 °C（°F）                                                      | −4.4 (24.1)          | −1.1 (30.0)          | 3.9 (39.0)           | 9.2 (48.6)           | 13.9 (57.0)          | 18.7 (65.7)          | 21.7 (71.1)          | 20.5 (68.9)          | 15.8 (60.4)          | 9.8 (49.6)           | 2.8 (37.0)           | −2.7 (27.1)          | 9.0 (48.2)           |
| 历史最低温 °C（°F）                                                    | −20.6 (−5.1)         | −18.7 (−1.7)         | −7.6 (18.3)          | −4 (25)              | 3.5 (38.3)           | 9.2 (48.6)           | 15.1 (59.2)          | 12.1 (53.8)          | 4.8 (40.6)           | −1.9 (28.6)          | −16.8 (1.8)          | −19.3 (−2.7)         | −20.6 (−5.1)         |
| 平均降水量 mm（）                                                      | 8.8 (0.35)           | 13.3 (0.52)          | 28.4 (1.12)          | 49.6 (1.95)          | 68.0 (2.68)          | 85.6 (3.37)          | 103.8 (4.09)         | 96.7 (3.81)          | 117.2 (4.61)         | 66.6 (2.62)          | 27.9 (1.10)          | 6.5 (0.26)           | 672.4 (26.48)        |
| 平均降水天数（≥ 0.1 mm）                                               | 4.0                  | 4.7                  | 7.2                  | 7.8                  | 9.8                  | 9.1                  | 10.8                 | 10.4                 | 12.3                 | 11.0                 | 6.1                  | 3.5                  | 96.7                 |
| 平均降雪天数                                                           | 4.7                  | 3.7                  | 1.3                  | 0.1                  | 0.1                  | 0                    | 0                    | 0                    | 0                    | 0                    | 1.3                  | 2.8                  | 14                   |
| 平均相對濕度（％）                                                     | 67                   | 67                   | 65                   | 66                   | 66                   | 63                   | 70                   | 76                   | 80                   | 80                   | 77                   | 69                   | 71                   |
| 月均日照時數                                                           | 120.2                | 121.4                | 160.2                | 185.1                | 200.1                | 201.2                | 209.3                | 176.1                | 135.2                | 119.8                | 120.6                | 121.7                | 1,870.9              |
| 可照百分比                                                             | 38                   | 39                   | 43                   | 47                   | 46                   | 47                   | 48                   | 43                   | 37                   | 35                   | 39                   | 40                   | 42                   |
| 来源：China Meteorological Administration all-time extreme temperature |                      |                      |                      |                      |                      |                      |                      |                      |                      |                      |                      |                      |                      |

| 西安市气候数据（2015-2024年平均值）                                    | 西安市气候数据（2015-2024年平均值） | 西安市气候数据（2015-2024年平均值） | 西安市气候数据（2015-2024年平均值） | 西安市气候数据（2015-2024年平均值） | 西安市气候数据（2015-2024年平均值） | 西安市气候数据（2015-2024年平均值） | 西安市气候数据（2015-2024年平均值） | 西安市气候数据（2015-2024年平均值） | 西安市气候数据（2015-2024年平均值） | 西安市气候数据（2015-2024年平均值） | 西安市气候数据（2015-2024年平均值） | 西安市气候数据（2015-2024年平均值） | 西安市气候数据（2015-2024年平均值） |
| 月份                                                                   | 1月                                 | 2月                                 | 3月                                 | 4月                                 | 5月                                 | 6月                                 | 7月                                 | 8月                                 | 9月                                 | 10月                                | 11月                                | 12月                                | 全年                                |
| ---------------------------------------------------------------------- | ----------------------------------- | ----------------------------------- | ----------------------------------- | ----------------------------------- | ----------------------------------- | ----------------------------------- | ----------------------------------- | ----------------------------------- | ----------------------------------- | ----------------------------------- | ----------------------------------- | ----------------------------------- | ----------------------------------- |
| 平均高温 °C（°F）                                                      | 6.3 (43.3)                          | 10.4 (50.7)                         | 17.7 (63.9)                         | 23.1 (73.6)                         | 27.8 (82.0)                         | 32.2 (90.0)                         | 33.3 (91.9)                         | 32.4 (90.3)                         | 27.0 (80.6)                         | 19.3 (66.7)                         | 13.4 (56.1)                         | 7.5 (45.5)                          | 20.9 (69.6)                         |
| 日均气温 °C（°F）                                                      | 1.6 (34.9)                          | 5.0 (41.0)                          | 12.1 (53.8)                         | 17.1 (62.8)                         | 21.6 (70.9)                         | 26.3 (79.3)                         | 27.9 (82.2)                         | 27.2 (81.0)                         | 22.1 (71.8)                         | 14.7 (58.5)                         | 8.8 (47.8)                          | 2.8 (37.0)                          | 15.6 (60.1)                         |
| 平均低温 °C（°F）                                                      | −2.0 (28.4)                         | 0.9 (33.6)                          | 7.6 (45.7)                          | 12.1 (53.8)                         | 16.5 (61.7)                         | 21.2 (70.2)                         | 23.6 (74.5)                         | 23.3 (73.9)                         | 18.4 (65.1)                         | 11.4 (52.5)                         | 5.4 (41.7)                          | −0.8 (30.6)                         | 11.5 (52.6)                         |
| 来源：China Meteorological Administration all-time extreme temperature |                                     |                                     |                                     |                                     |                                     |                                     |                                     |                                     |                                     |                                     |                                     |                                     |                                     |

### 环境

#### 水质
随着西安市规模的扩大，“八水”面临着水量锐减、污染严重的问题，河流生态功能的逐步退化，城镇生活污染取代工业污染成为渭河的主要污染源。据统计，2013年渭河流域生活氨氮排放量为2.26万吨，是工业排放量的4.5倍。为此，在2012年，西安市提出《八水润西安规划》，规划指出西安市要用5年到10年时间，基本解决水资源短缺、洪涝干旱、水污染等重大水问题。

#### 空气污染

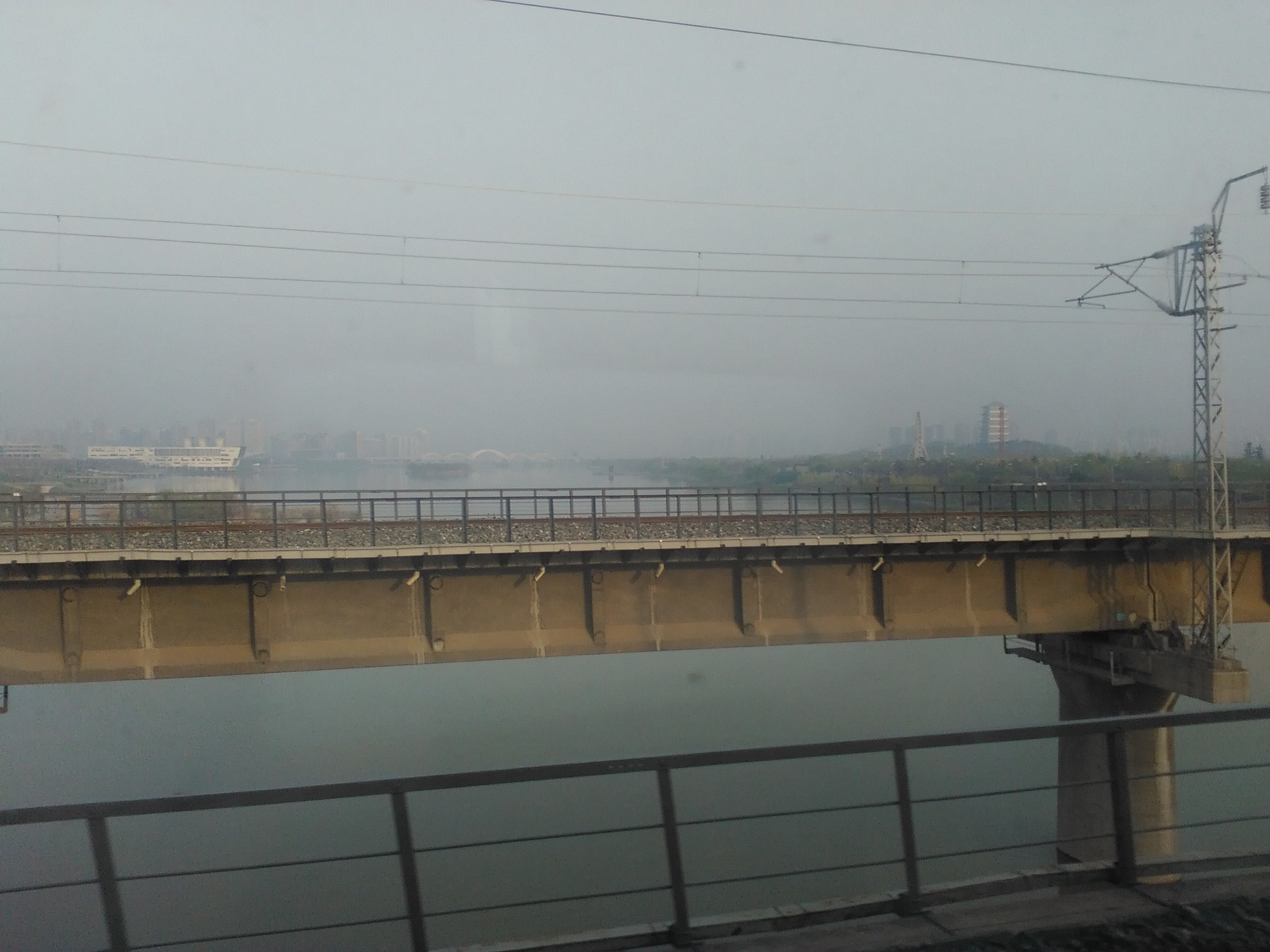
雾霾笼罩下的西安灞河流域（从陇海线上拍摄）

由于西安地处关中盆地，南有秦岭，北有黄土高坡，西有秦岭和黄土高坡的结合，东边又是潼关和黄河形成的通风口，还受太行山脉影响，属于特殊的地形构造，因此西安的雾霾非常严重。而冬季是雾霾高发的季节，原因是受全球变暖影响，北方冷空气变弱，很难抵达西安，少风，少雨雪，导致空气流动性不强，容易产生雾霾。在1979年，由于当时居民生活、重工业用煤均较多，空气中的细颗粒物也很多，因此西安PM2.5年平均浓度值比较高；1980年代初，国家对环境保护立法，西安市PM2.5年平均浓度值出现了大幅下降的态势。1997年开始，西安经济发展提速，PM2.5年平均浓度值也相应增加。据统计，机动车尾气对西安市PM2.5的贡献约为21.4%。2015年，西安的空气优良天数为251天，在陕西省处于垫底的位置。
为了治理空气污染问题，陕西省和西安市的有关部门也出台了一些政策。2013年，陕西省环保厅副厅长李孝廉表示，陕西将投入8000万元，启动“关中地区大气细颗粒物污染特征与防治关键技术研究及示范”重大科技项目，力争到2030年解决雾霾天气，达到国家标准。为了防止空气污染，西安对无环保检验合格标志和持黄色环保检验合格标志的机动车予以限制通行措施，西安也计划在2017年基本淘汰所有黄标车。在西安，当地重污染天气应急预案若启动Ⅰ级应急响应，全市幼儿园、中小学将停课，机动车辆也会尾号限行。
此外，西安春季也会出现沙尘暴天气。但近年冷空气减弱，微尘污染物聚集到空气中形成雾霾，因而沙尘暴很少出现。

## 政治

### 现任领导
| 机构     | · 中国共产党 · 西安市委员会 | 西安市人民代表大会 常务委员会 | 西安市 人民政府    | · 中国人民政治协商会议 · 西安市委员会 | 西安市 监察委员会  |
| 职务     | 书记                        | 主任                          | 市长               | 主席                                  | 主任               |
| -------- | --------------------------- | ----------------------------- | ------------------ | ------------------------------------- | ------------------ |
| 姓名     | 方红卫                      | 韩松                          | 叶牛平             | 王吉德                                | 王瑞峰             |
| 民族     | 汉族                        | 汉族                          | 汉族               | 汉族                                  | 汉族               |
| 籍贯     | 陕西省富平县                | 山东省临沂市                  | 安徽省太湖县       | 陕西省西乡县                          | 陕西省西安市       |
| 出生日期 | 1966年6月（59歲）           | 1965年6月（60歲）             | 1967年12月（57歲） | 1964年12月（60歲）                    | 1968年11月（56歲） |
| 就任日期 | 2021年11月                  | 2022年3月                     | 2023年4月          | 2022年3月                             | 2022年3月          |

### 行政區劃
西安市目前下轄11個市轄區、2個縣，并全面代管西咸新区。

#### 市轄區
- 国际化大都市功能核心区：新城區、碑林區、蓮湖區
- 经贸产业功能区：灞橋區、未央區、雁塔區
- 航空工业新区：閻良區
- 文化旅游新区：臨潼區
- 都市新型城区：長安區
- 装备工业新区：高陵區
- 新型综合发展区：鄠邑區

#### 縣
- 现代农业示范区：藍田縣
- 新型综合发展区：周至縣

#### 国家级新区
- 西咸一体化主要承载区：西咸新区

此外，西安市还设立以下经济管理区：
- 西安高新技术产业开发区（西安高新区，国家级）——坐落于雁塔区、长安区、鄠邑区、碑林区、新城区
- 西安经济技术开发区（西安经开区，国家级）——坐落于未央区、高陵区、灞桥区
- 西安曲江新区（国家级）——坐落于雁塔区、未央区、新城区、长安区、临潼区、周至县
- 西安浐灞生态区（国家级）——坐落于灞桥区、未央区、雁塔区
- 西咸新区沣东新城（国家级）——坐落于未央区、长安区及咸阳市秦都区
- 西安国际港务区（国家级）——坐落于灞桥区、临潼区
- 陕西航天经济技术开发区/西安国家民用航天产业基地（国家级）——坐落于长安区、雁塔区[46]
- 陕西航空经济技术开发区/西安阎良国家航空高技术产业基地（国家级）——坐落于阎良区

2017年经中华人民共和国国务院批准设立的中国（陕西）自由贸易试验区，其管辖的中心片区、西安国际港务区片区均位于西安市境内。

## 經濟
西安是1992年7月中國國務院批准的內陸開放城市，也是新亞歐大陸橋中國段隴海蘭新線上的重要城市。
改革開放之前，西安的經濟在中國有舉足輕重的地位。到2018年，全市地区生产總值實現8349.86億元，財政總收入突破1400億元。在中西部地区来看，西安人均收入較高，2011年西安全市城鎮居民人均可支配收入達到25981元，位列中西部第二位。在全国15个副省级城市中，城镇居民人均可支配收入增速由2002年的第7位升至2011年的第1位，连续4年位居第一；农村居民人均纯收入增速由2002年的第12位跃升至2011年的第1位，连续3年居首位。
現在的西安，是國務院規劃的「關中－天水經濟區」的核心城市，是國家統籌科技資源改革示範基地，是國家定位的西部和北方內陸地區的國際現代化大都市和金融中心，擁有國家級高新技術產業開發區、國家級經濟技術開發區、國家級文化產業示範區、國家航空高技術產業基地、國家民用航天產業基地等6個國家級統籌城鄉資源改革示範基地，是中西部地區擁有最多國家級新區的城市。除此之外，西安還正在開發建設西咸新区、西安涇渭新區、西安滻灞生態區、作为中国西部唯一的路港西安國際港務區，力求在居住環境及經濟發展上更上一個台階。西安目前的經濟構成以及「六區一港兩基地」，充分利用了西安明顯的教育優勢、交通优势。
在西安的經濟、環境、教育、交通、區位優勢之下，尤其是西安在亞太地區領先的科研實力。西安有40多個中國國家級實驗室，3所中國985工程大學（西安交通大學和西北工業大學以及西北农林科技大学）以及西安電子科技大學等6所211工程大學（非985工程大學），國內外各大企業紛紛投資西安，並在西安設立亞太或中國研發中心。
截至2012年，Intel西安（亞太）研發中心、IBM中國開發中心、施耐德電氣（Schneider Electric）中國西部總部及研發生產中心（上海之外第二大研發中心）、西門子信號中國總部、通用電氣（GE）研發中心（能源、醫療、電子）、博世（bosch）中國研發中心、應用材料研發與生產中心、東芝、日立、NEC研發中心、百安居、英飛凌、美光科技、大金、Newegg、兄弟工业株式会社、EMC研發中心、愛默生電氣、康明斯、三星电子等200多家财富世界500强企業在西安設立了研發中心或製造工廠。
國內的企業，如比亞迪、中興通訊、華為、大唐電信等等也紛紛投資西安。中興通訊和華為技術在西安建設了其全球最大的通訊產業研發基地及生產基地，比亚迪在西安建有北方总部基地，2022年产出新能源汽车超过100万辆，是该公司最大的生产基地。
西安的本土大型企業有：西飛集團、西航集團、延長石油集團、中國西電集團、陝汽集團、陝西煤化工集團、陝西有色集團、金花集團等。

### 经济数据
2018年，西安市实现地区生产总值8349.86亿元（人民币），比2017年增长8.2%。其中，第一产业增加值258.82亿元，增长3.3%；第二产业增加值2925.61亿元，增长8.5%；第三产业增加值5165.43亿元，增长8.3%。第一产业增加值占地区生产总值的比重为3.1%，第二产业增加值比重为35.0%，第三产业增加值比重为61.9%。全年人均生产总值85114元，比2017年增长5.2%。2018年西安工业增加值为1874.36亿元，增长9.0%；规模以上工业增加值增长9.4%。在规模以上工业中，轻工业增加值增长8.4%，重工业增加值增长9.6%。

### 信息化建設
西安的信息化設施擁有光纖、數字微波、衛星、程控交換等多種通信手段，市內有國家西安衛星測控中心。西安城域網覆蓋超過90%城區和40%郊縣。西安郵政是全國6大通信中心和11個一類郵件轉口局之一，建有西安郵區中心局。在第二次「江陳會」上簽署的《海峽兩岸郵政協議》中，西安成為大陸方面八個之一的郵件封發局，可開辦直接平常和掛號函件（包括信函、明信片、郵簡、印刷品、新聞紙、雜誌、盲人檔案）、小包、包裹、快捷郵件（特快專遞）、郵政匯兌等業務。並將通過空運或海運直航方式將郵件總包運送至對方郵件處理中心。

## 社会

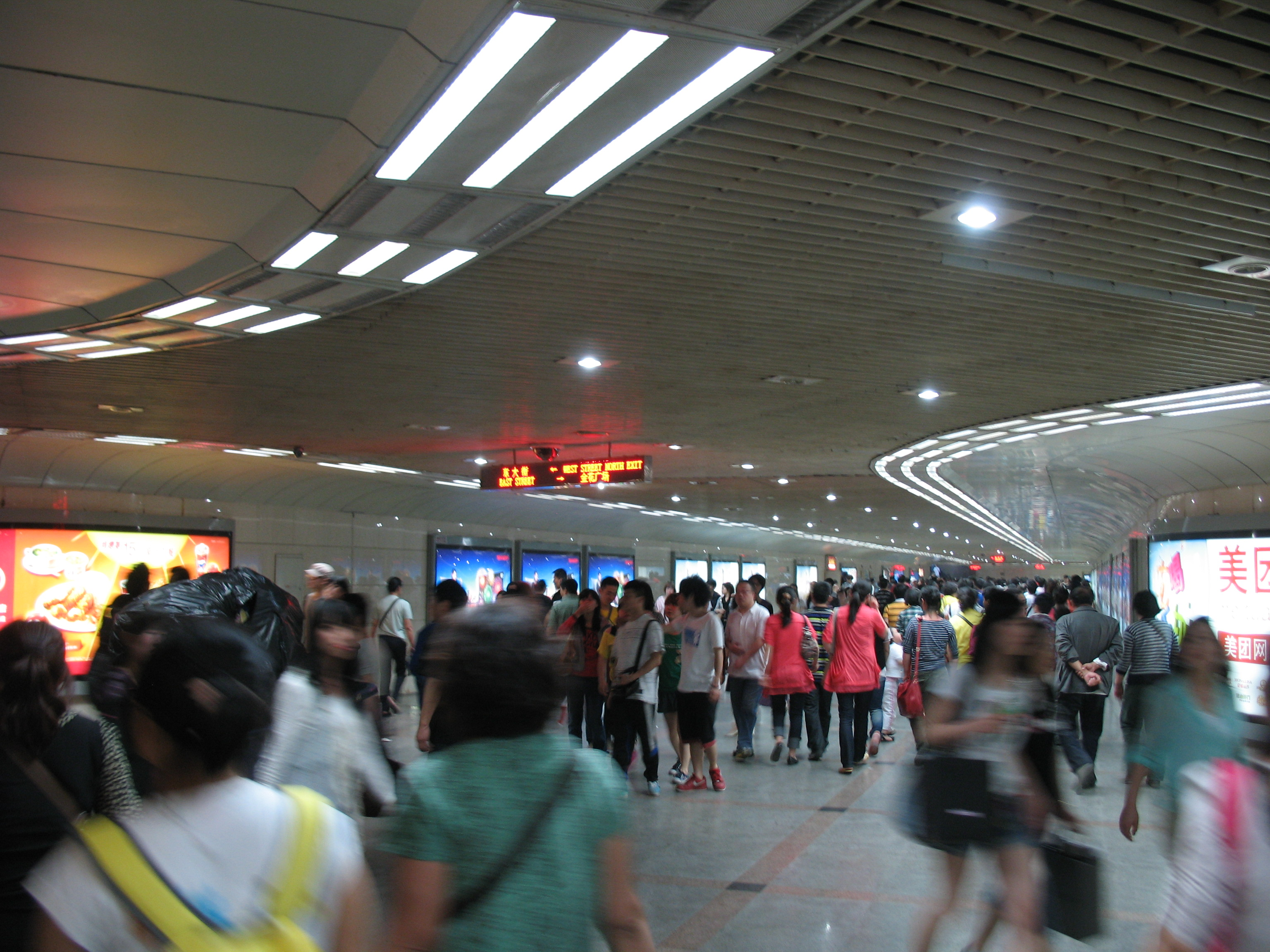
钟楼环形地下通道的人流

### 人口
2022年末西安市常住人口1299.59万人， 比上年末增加12.29万人。其中，男性人口663.38万人，占51.05%；女性人口636.21万人，占48.95%。城镇人口1034.34万人，城镇化率79.59%。出生人口10.81万人，出生率8.32‰；死亡人口9.80万人，死亡率7.54‰；自然增长率0.78‰。

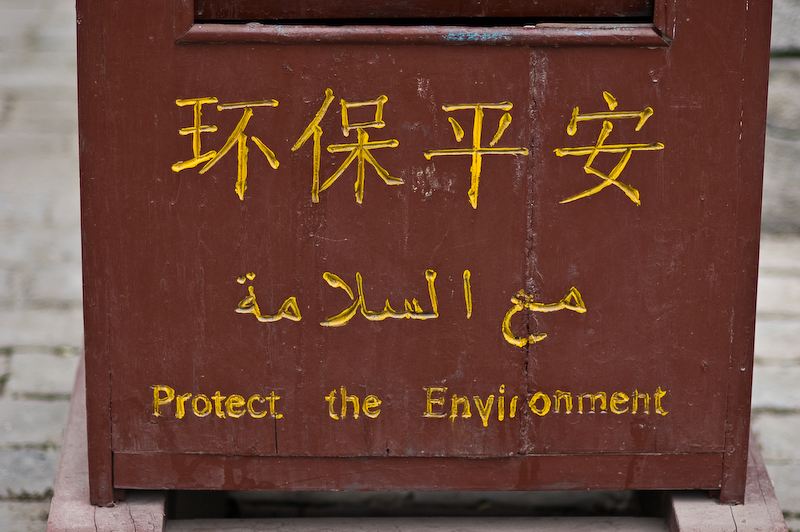
西安回民區的三語標示

2021年的常住人口为1,316.3万人，其中，男性人口672.13万人，占51.06%；女性人口644.17万人，占48.94%。性别比为104.34（以女性为100，男性对女性的比例）。人口城镇化率79.49%。人口出生率8.44%，死亡率7.51‰，自然增长率0.93%。。2020年末全市户籍总人口977.97万人。
西安市的總人口已經達到1200萬，城區人口已超過800萬，按市区人口计算为全国十大城市之一；其中，漢族人口占99.1%，少數民族人口約為8.15萬人；而回族是居住在西安的最大少數民族，有5萬人。市民中來自四川、甘肅、山西、河南等周邊地區的移民不少。特別是在「三線建設」時期，也帶來了東北、華東等地的大量移民。
根據有關部門測算，在西安人口增長幅度較小的情況下，到2020年全市總人口將達到1200萬，年均自然增長率3.70‰，以後開始下降。未來50年，西安人口出生水平將表現出先升後降、再升再降的變化。

### 宗教
天主教于明末的1625年，由法国耶稣会会士金尼阁传入陕西三原和西安。1696年成立代牧区。1845年，山西和陕西分别成立代牧区，陕西代牧区的主教座堂设在高陵县通远坊天主教堂。1932年，陕西中部代牧区一分为五，分别成立西安等五个教区。1949年，全省8个教区共有518座教堂，其中西安教区78座。。
基督新教传入西安，始于1892年。清末陕甘回乱后，关中人口减半，三原东乡的福音村一带有大批来自山东的英国浸礼会信徒移民，英国浸礼会传教士随之进入三原以及西安，在西安市内设有东关东新巷礼拜堂和南新街礼拜堂，以西安为中心的西京区会建有13处教堂。协同会在关中西部及邻近甘肃一带工作，1893年进入西安，在西安市内设5处教堂（西关介家巷、西关正街、糖坊街、柴家十字、南关围墙巷），其中西安西关正街礼拜堂为陕西协同会总堂。瑞华会（信义会）在关中东部工作，其西安教堂设于大差市西三道巷。1949年，西安市共有20多个教派，教堂24座。1950年代传教士全部回国，大多数教派参加三自运动。1958年联合礼拜，保留4个礼拜堂（东关礼拜堂、南新街礼拜堂、北大街教堂即原圣公会景风堂、西关教堂），1966年文化大革命中全部关闭，由工厂、医院等占用。1980年以后大部分归还。

### 教育
作為中國文化的發源地和世界歷史文化名城，西安是中國重點高等院校最為集中的城市之一。经过50年代全国高等院校院系调整和几十年发展，西安现有普通高等院校37所，211工程院校8所（西安交通大学、西北工业大学、西安电子科技大学、陕西师范大学、空军军医大学、西北大学、长安大学、西北农林科技大学）。其中，西安交通大学、西北工业大学、西北农林科技大学3所为985工程高校；博士点334个，硕士点826个，国家级重点学科60个，省部级重点学科385个，另外有8所军事院校，在校大学生20多万人。西安的人均受教育水平較高，平均每6人中就有1人接受過大學以上教育，居全國領先地位，全市受高等教育人口比率根据六普调查為全國第六位。

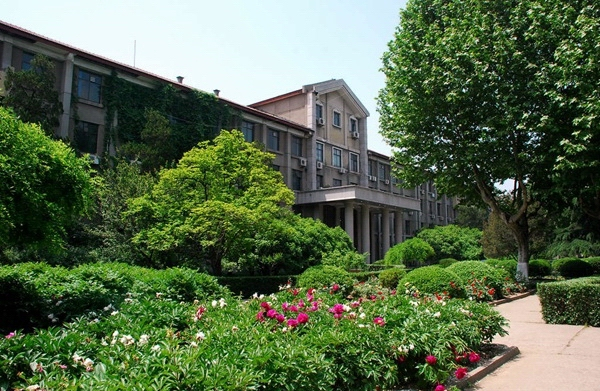
西安交通大学

西安同時還有一批優秀的高中，其中西工大附中、西安高新一中、西鐵一中、交大附中、西安中學、陝師大附中、西安市长安区第一中学、八十五中等高中为陕西省普通高中示范性学校。

## 文化

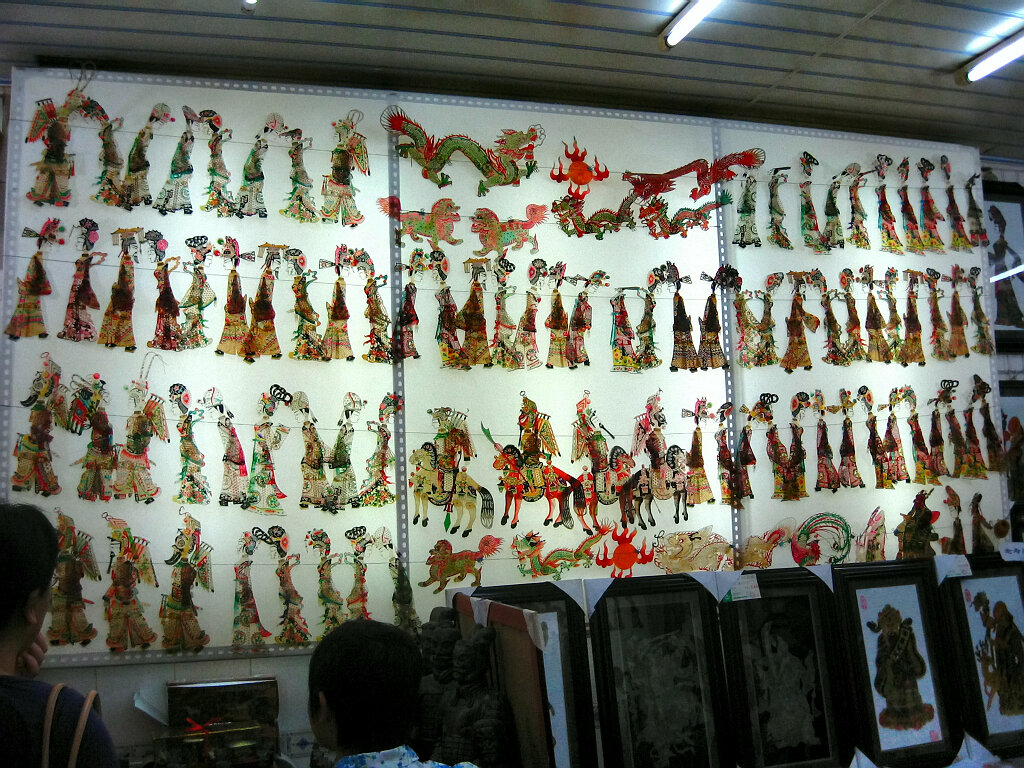
西安书院门的关中皮影商店

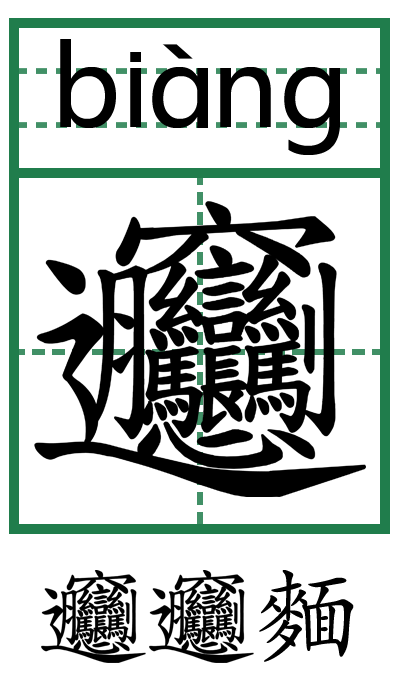
“biang”“biang”面

作為華夏文明的發源地，西安的歷史悠久，歷史文化的沉積厚重，是中華人民共和國國務院頒布的第一批國家歷史文化名城。以西安為中心的關中人，將其獨特的生活方式和民情風俗概括為關中十大怪。源於西安碑林中一塊清代碑石的關中八景，又稱長安八景，紀錄了八處關中地區著名的文物風景勝地。中國國畫中的長安畫派、起源於漢代以前的關中皮影戲、源於西周的陝西木偶戲以及色彩濃郁的戶縣農民畫等都是西安文化中不可或缺的重要組成。同时，西安还有如青曲社这样新兴的相声社团。

### 語言
当地语言是西安方言，语言学上属于中原官話關中片，為陝西話的代表之一。目前雖然已经深受普通話影響，但還是保留了一些古音、古詞、和习惯用法。

### 飲食
由於歷史的緣故，西安的飲食文化同樣博大精深，作為中國西北飲食的代表，西安小吃最為著名。因回族居住较为集中，清真飲食在西安當地佔有一定比例，如羊肉泡饃、腊牛羊肉以及著名的賈三灌湯包子。本地汉族小吃有肉夹馍，凉皮。而Biángbiáng面以其獨特的名稱引得格外引人注目。
著名食品：牛羊肉泡馍、肉夹馍、饺子宴、葫芦头泡馍、酸汤水饺、凉皮、肉丸胡辣汤、油茶麻花、甑糕、油泼面、羊肉串、饸饹面、搅团、臊子面、千层酥油饼、秦镇米皮、麻食、金线油塔、千层酥油饼、灌汤包、粉汤羊血、葫芦鸡、浆水鱼鱼、辣子疙瘩、油茶麻花、甑糕、油糕、柿子湖塌、孜卷、鸡蛋醪糟、荞面饸络、麦饭、金线油塔、石子馍、蜂蜜凉粽子、腊牛肉夹馍等。
著名的饮品：稠酒、西鳳酒、冰峰汽水、酸梅汤等。

### 长安画派
长安画派是国画现代最重要的流派之一，其中主要画家20世纪中后期居住在西安（古称长安）一带，因而得名。赵望云、石鲁、黄胄等人是长安画派的代表人物。

### 戏曲和音樂
盛行於關中以及西北等地区的戏曲为秦腔，当地又稱「亂彈」，又叫「梆子腔」，俗稱「桄桄子」。用陕西方言演唱表演。
西安鼓樂源于唐朝的燕乐，之后又融入了宫廷音乐，安史之乱期间随宫廷乐师的流亡而流入民间。

## 旅遊

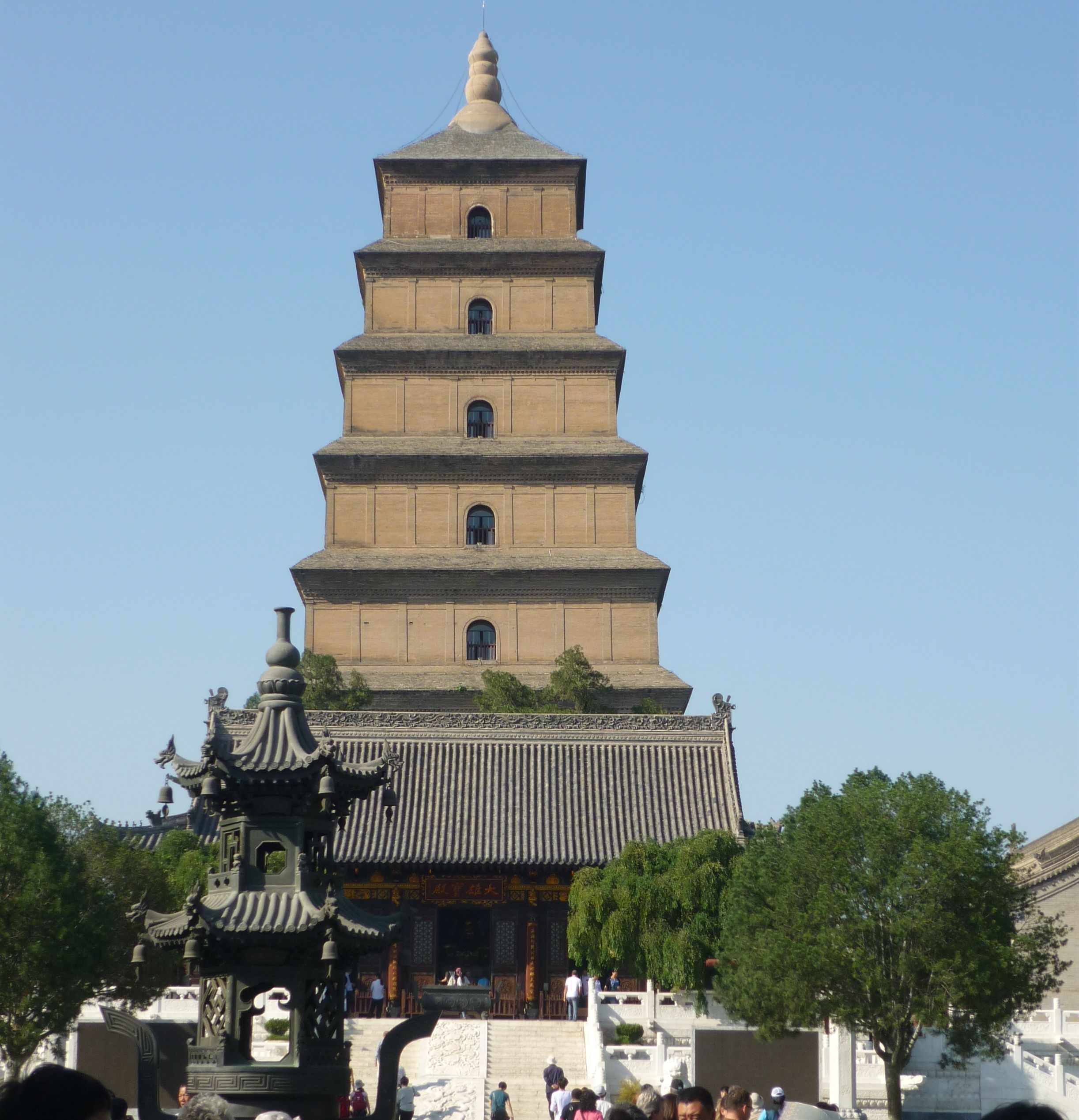
大雁塔

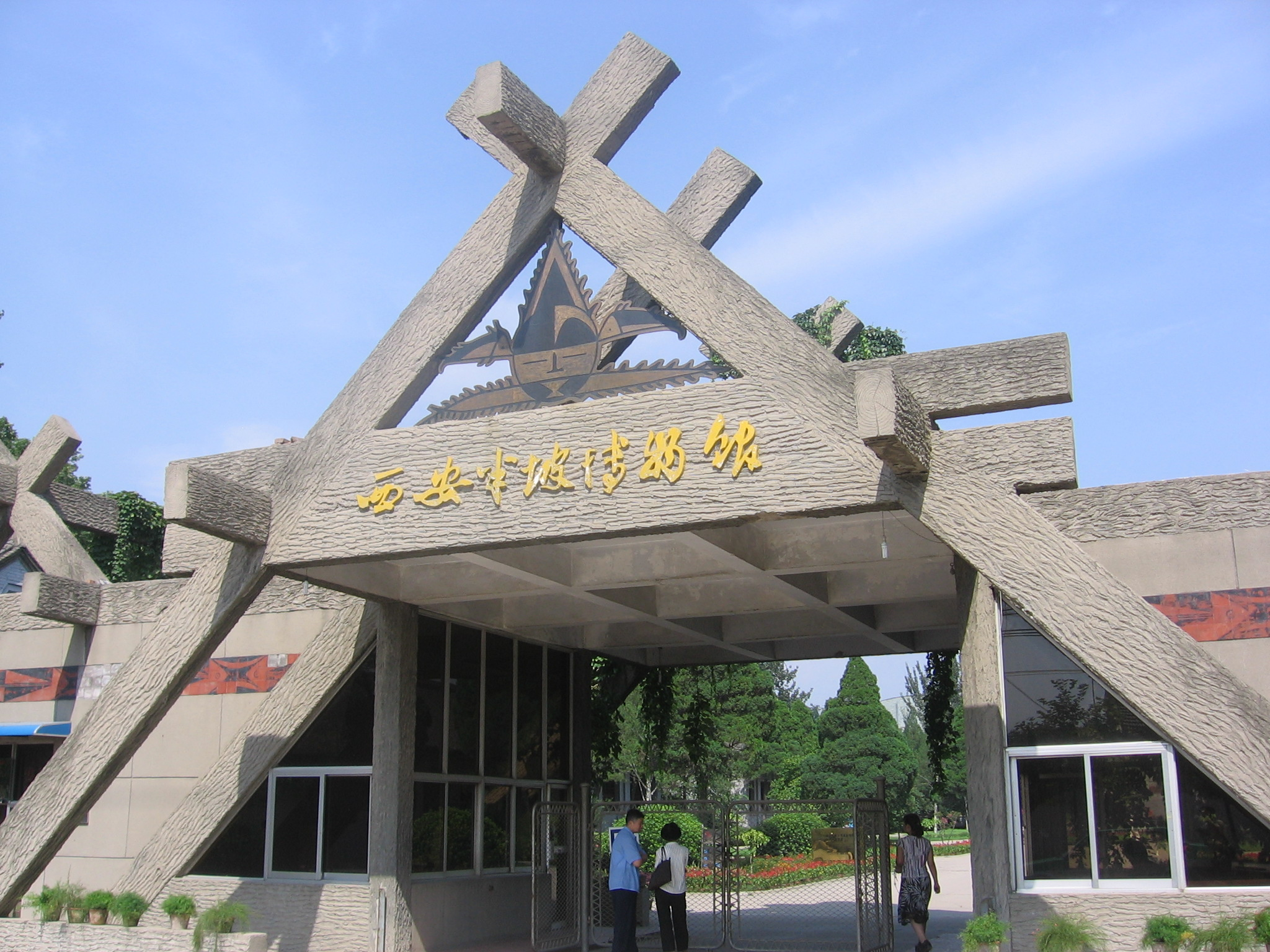
半坡遗址博物馆

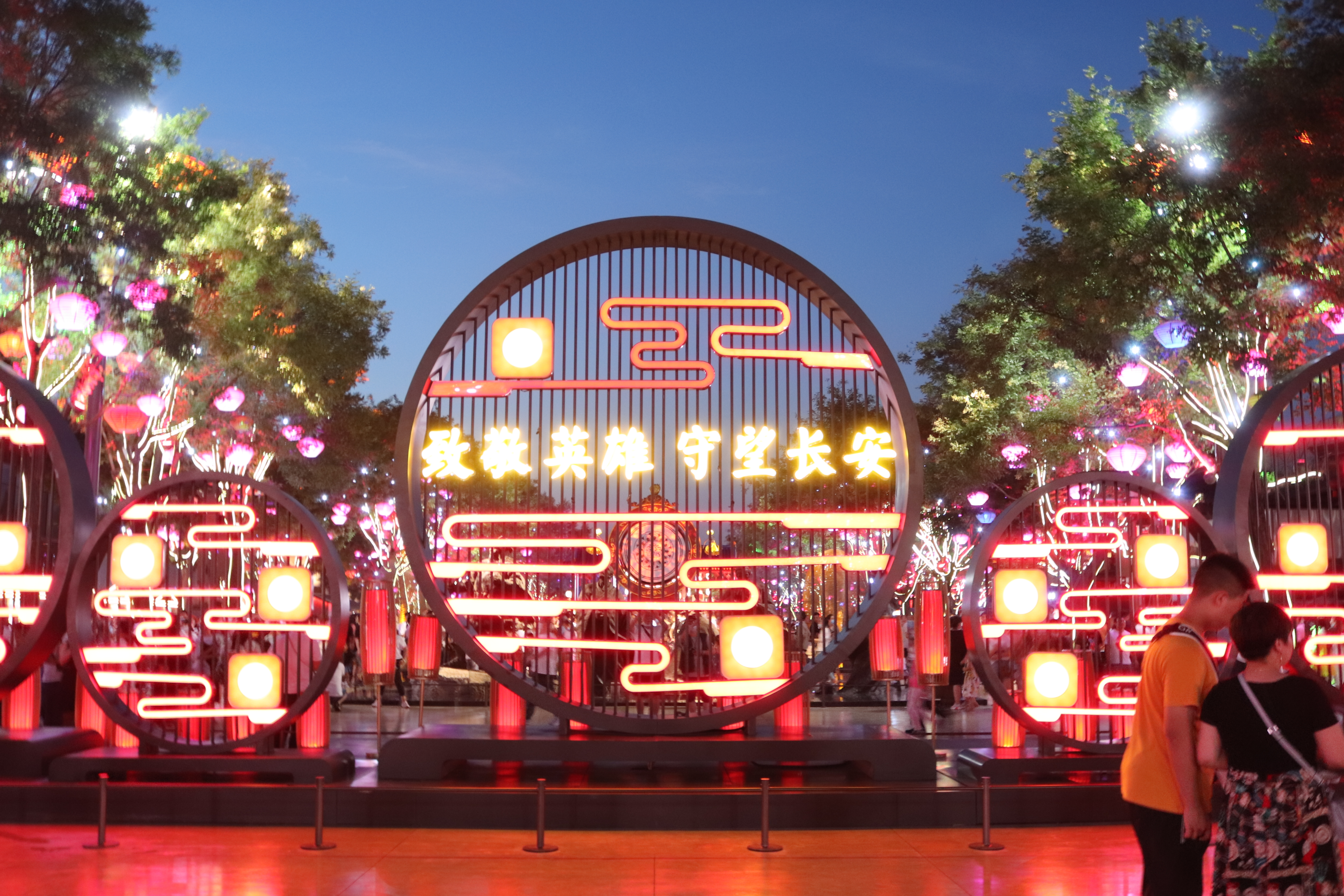
大唐不夜城

西安的旅游資源得天獨厚，為著名的世界歷史文化名城之一。西安是中国古代文明的重要摇篮之一，有著3000年的建城史；先後有13個王朝在西安建都。這裡曾經是中國政治、經濟、文化的中心，大漢时期的首都，漢文化發源地。「絲綢之路」就是以當時的長安，現在的西安為起點。1981年聯合國教科文組織授予西安「世界歷史名城」稱號。
西安文化遺產極為豐富。西安市境內有全国重點文物保護單位34處，陕西省文物保護單位72處，市县级重點文物保護單位176處。全西安市擁有五星級賓館11家，四星級賓館23家。西安是首批獲得「中國優秀旅遊城市」稱號的地區，旅遊業是西安經濟發展的支柱產業以及非外貿創匯的主要來源。西安是中華即漢文化發源地，西周古都，周幽王烽火戲諸侯的烽火台、漢長安城、漢王宮遺址、漢高祖劉邦長陵、漢景帝陽陵等諸多漢王陵、漢武帝茂陵、武周女王武則天乾陵及諸多漢墓群。西安事變發生地。
此外，西安還有終南山脈等著名的自然風景區，以及古時流傳下來的「長安八景」。
- 地標性建築——大雁塔（世界文化遗产）、小雁塔（世界文化遗产）、鐘樓、鼓樓，還有明代的西安城牆（世界文化遗产，這是目前中國保存最完整、規模最大的古城牆）；
- 博物館——陝西歷史博物館、西安博物院、西安碑林（原西安孔廟）、西安半坡博物館、大唐西市博物馆、陕西自然博物馆、西安皮影博物館等；
- 主要宗教場所——大慈恩寺、青龙寺、薦福寺、西安大清真寺、興教寺（世界文化遗产）、廣仁寺（西安唯一的藏傳佛教寺院）、大興善寺、罔極寺、臥龍寺、云居寺、東嶽廟、城隍廟、營裡寺、八仙庵、湘子廟；
- 古代歷史遺跡——董仲舒墓、西安行宮、雷神廟萬閣樓、寶慶寺塔、胡亥墓
- 現代歷史遺跡——易俗社（世界藝壇三大古老劇社之一）、關中書院、南天主堂、張學良公館舊址、楊虎城公館舊址、西安事變黃樓舊址、八路軍駐西安辦事處舊址、高家大院（西安民居的典型代表）；
- 廣場型建築——大雁塔北廣場音樂噴泉、鐘鼓樓廣場、新城廣場（陝西省政府門前）等；

東郊
- 秦始皇兵馬俑（臨潼，世界文化遺產）
- 華清池
- 驪山
- 半坡遺址
- 萬壽寺塔
- 鴻門宴舊址
- 西安事變兵谏亭
- 老母殿

西南郊
- 秦朝都城咸陽、秦阿房宮遺址
- 唐朝陵墓群，唐昭陵、唐高宗和武則天合葬之乾陵、章懷太子墓、永泰公主墓等；
- 漢朝陵墓群，如漢景帝的陽陵、漢武帝的茂陵、漢高祖的長陵、漢惠帝的安陵、漢昭帝的平陵、漢元帝的渭陵、漢成帝的延陵、漢哀帝的義陵、漢平帝的康陵、漢文帝的霸陵、漢宣帝的杜陵等；
- 道教名觀樓觀台
- 香積寺
- 关中民俗艺术博物院
- 唐長安城遺址
- 曲江寒窯
- 灃峪口
- 秦嶺、終南山、翠華山、姬水之濱

北郊
- 世界文化遗产：漢長安城遺址、未央宮遺址、大明宫遺址
- 長樂宮遺址
- 未央湖
- 草灘（渭水之濱、涇渭分明）
- 漢景帝漢阳陵
- 漢長安城城牆遺址與薛家寨漢墓遺址

## 交通

### 公共交通

#### 巴士
西安是全国创建“公交都市”建设示范工程的首批15个城市之一，現有公交巴士線路约495條票价2元。市民使用西安城市一卡通长安通或通过支付宝及微信领取长安通乘车码享受半价优惠，学生卡三折优惠。2012年3月，西安市采取缓堵措施，提倡公共交通出行，开始推行8条微型公交（3条已在运行），同时计划建设2条快速公交。

#### 地铁

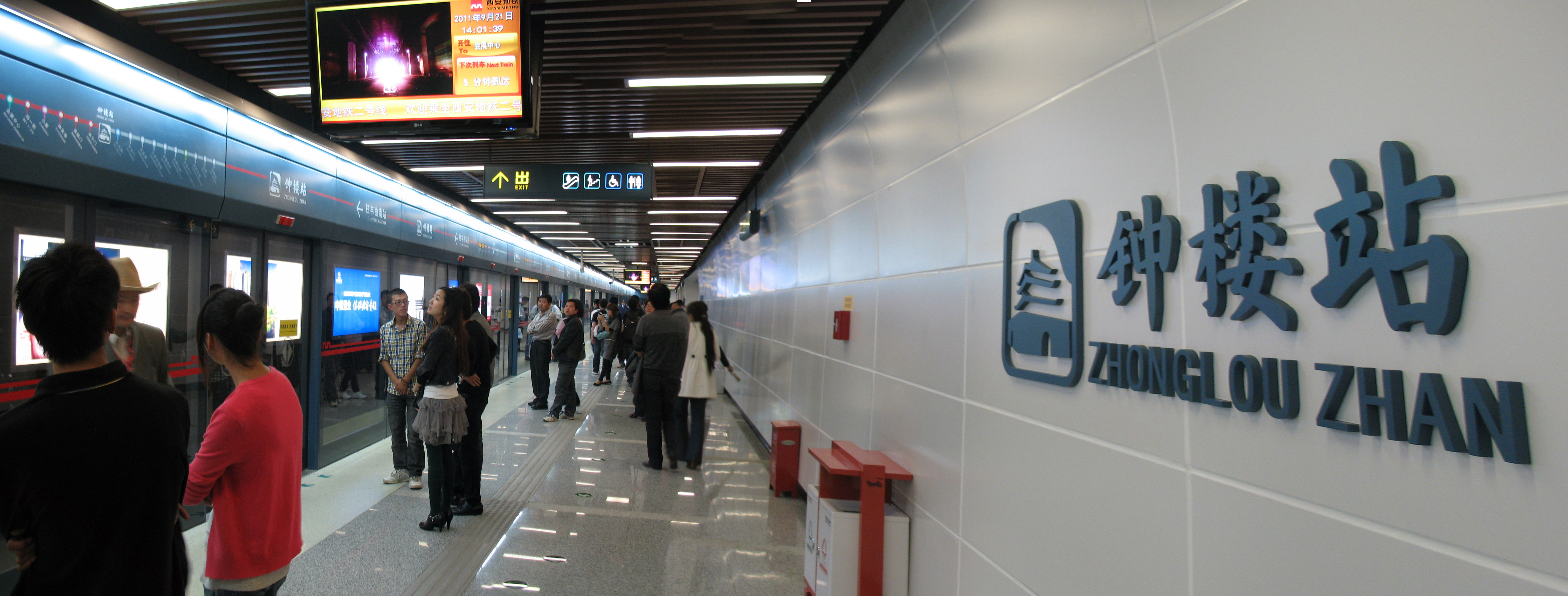
西安地铁钟楼站。地铁每站有不同徽标，站名使用颜体楷书

西安是中国大陆第十个、西北地区第一个开通并运营地铁的城市。軌道交通線網近期规划由6條線及曲江观光轻轨組成，總長251.8公里，線網客流覆蓋率85.2％，计划于2018年前全部建成运行。远期规划包括15条地铁线路，全长586.7公里，涵盖西安市区、下属部分区县及咸阳市区。

西安地铁开通线路11条(含西户铁路)，2011年9月16日首先建成通車的2號線是西安地铁第一条建成线路，北起西安北客站南到韋曲，纵贯西安市中轴线。。而提前兩年開建的1号线于2013年9月16日投入运营。3号线于2016年11月8日开通。4号线于2018年12月26日试运营。2020年12月28日，西安地铁5号线、6号线一期、9号线正式开通运营。2020年12月31日，西安机场城际轨道移交给西安地铁运营。2021年6月29日，西安地铁14号线正式开通运营。 2023年6月27日，西安地铁16号线一期（诗经里-秦创原中心）、2号线二期开通运营，至此西安地铁运营里程达301公里。 2024年9月26日，西安地铁10号线一期（井上村-昭慧广场）开通运营。 2024年12月26日12时，西安地铁8号（环）线正式开通运营，至此西安地铁运营里程突破400km。 

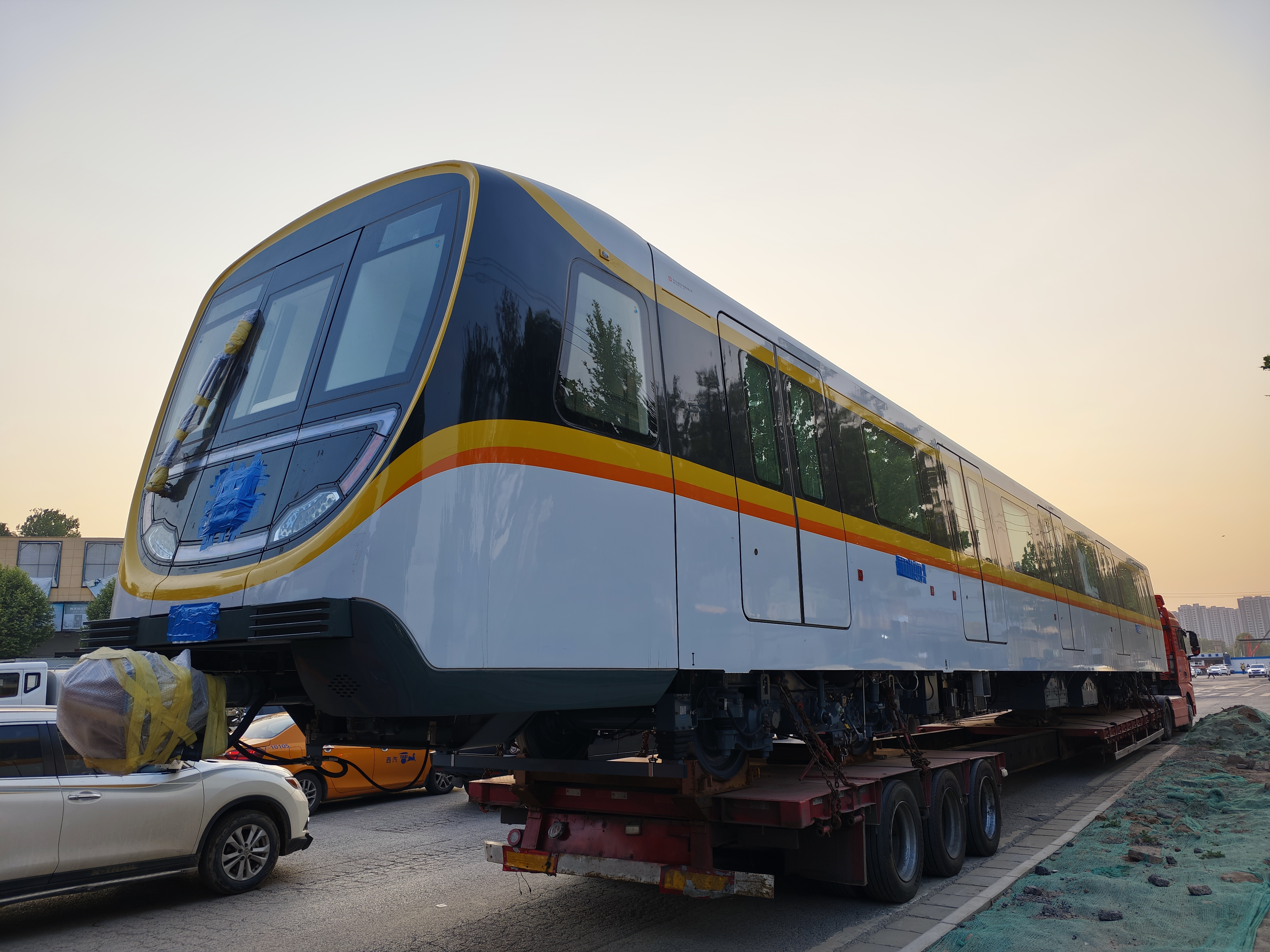
西安地铁8号线列车

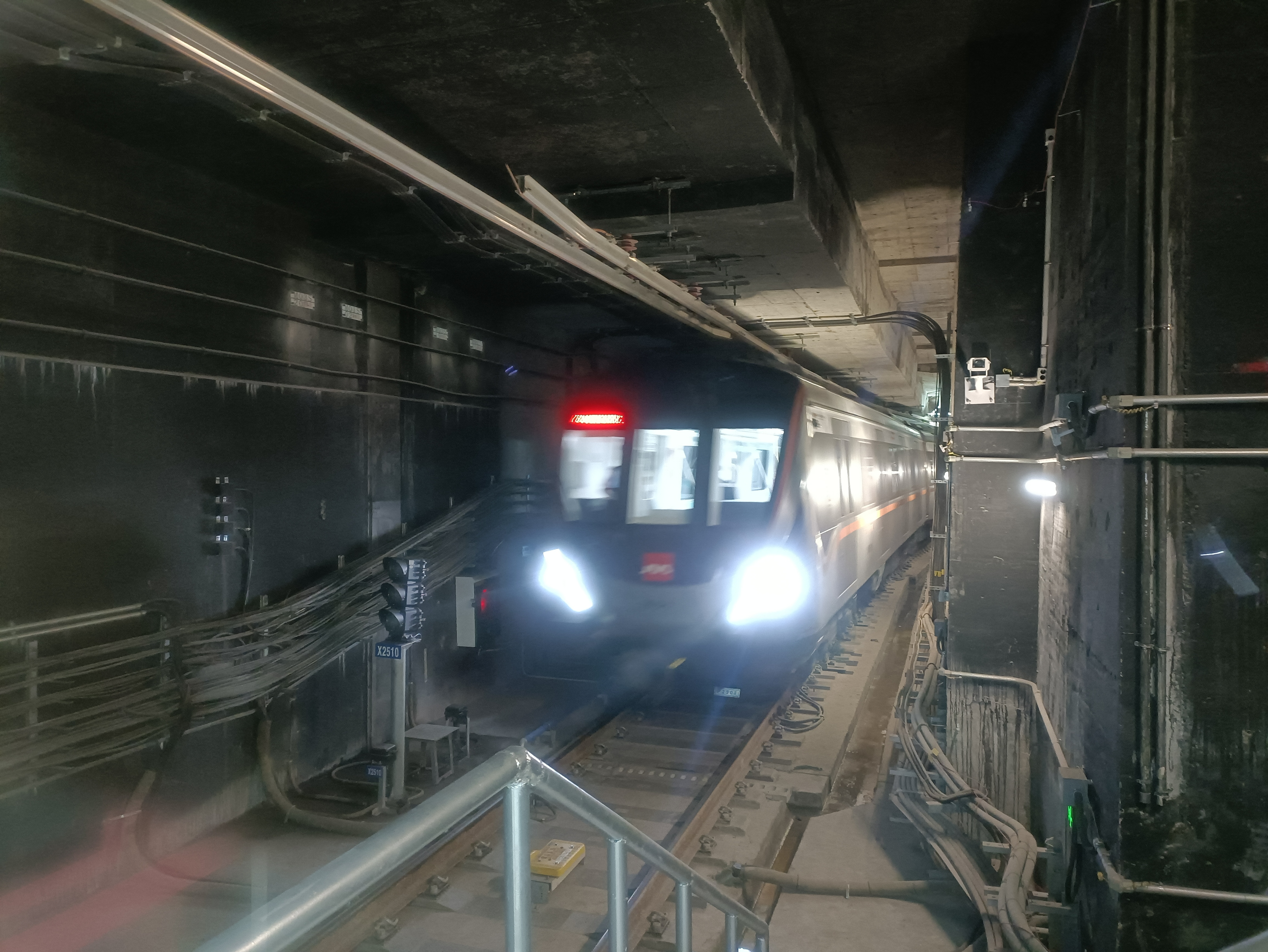
西安地铁16号线列车，摄于诗经里站（2023年7月6日）

西安地铁最低票价2元，可乘坐6个车站，其它里程按超出部分计费，最多不超过4元。另外，持长安通刷卡乘车的市民可享受9折优惠。作为历史底蕴深厚的西安市最大的市政工程之一，西安地铁在设计上大量融入了历史和民族元素。西汉风格的墙壁浮雕纹饰，唐三彩质感墙面以及各站结合所在位置历史及典故的文化墙为西安地铁带来了鲜明的特色。
2018年1月1日，西安地铁支持支付宝扫码乘车，乘客可在“支付宝”APP或“西安地铁”APP上领取电子公交卡。
2019年6月16日，西安地铁支持银联“云闪付APP”扫码乘车。

#### 高新云巴
2020年5月31日，西安223个重点项目集中开工，其中包括了高新区有轨电车。
2024年8月12日，西安高新云巴正式开通运营。

#### 轻轨
2015年初西安曲江观光轻轨开通，但于不久后因地铁四号线施工停运。2021年末，该项目重新开工，并正式取消大唐不夜城段。

#### 出租车

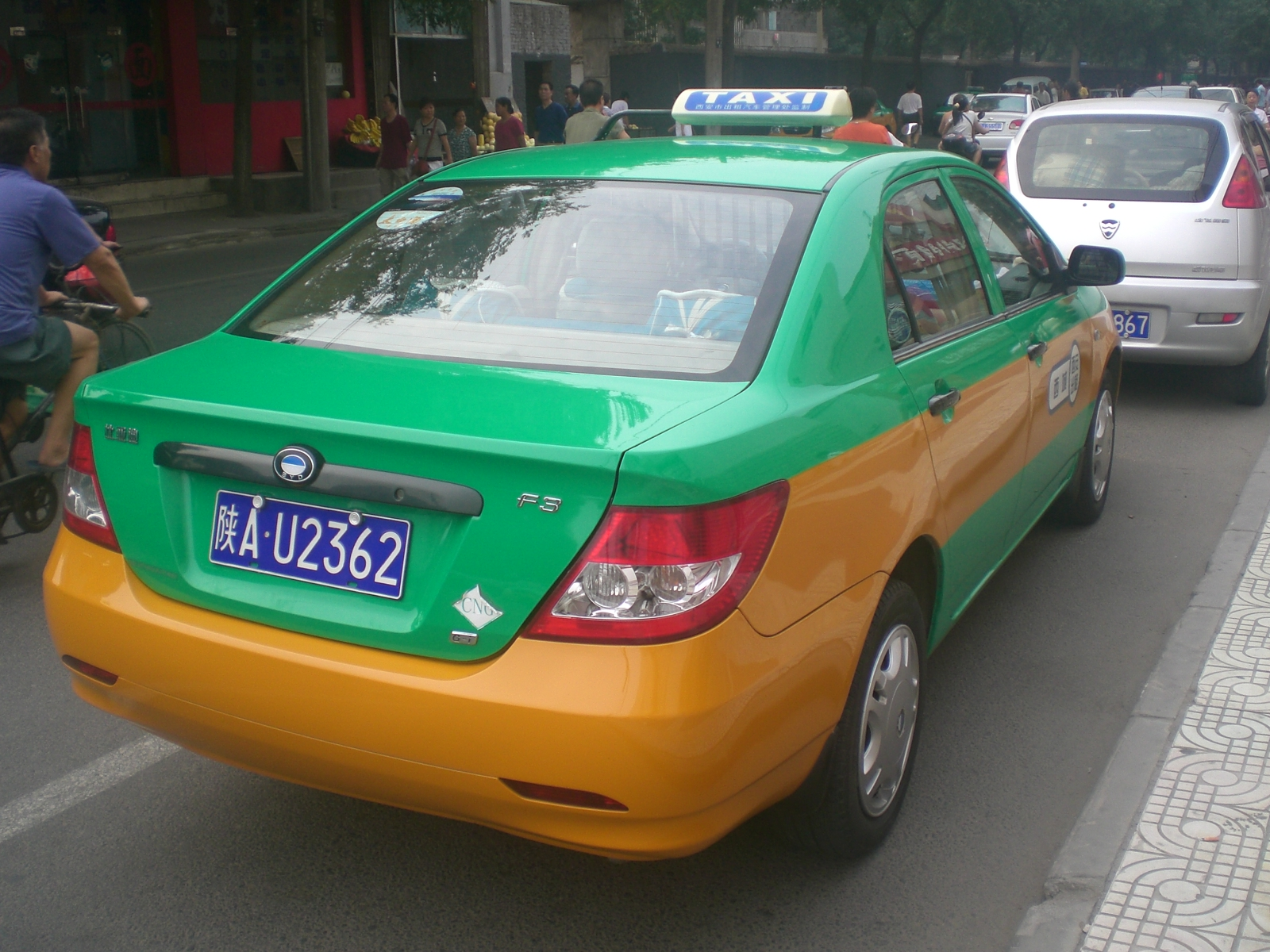
以前西安的出租车多以比亚迪F3为主

在1980年代，西安的出租车多以进口车型为主，车型很多，排量各异，堪称“万国牌”，包括菲亚特126P、波罗乃茨、拉达、华沙牌、马自达、尼桑、皇冠等。1995年，随着西安秦川（现比亚迪汽车）奥拓的下线，为支持地方工业发展，奥拓开始大批量进入出租车行业，另外当年也引入了夏利车型。2001年起，富康、捷达等车型相继进入西安出租车市场。后来西安的出租车多以比亚迪F3为主，近年也引进了纯电动出租车比亚迪e6，然而，现在西安市的比亚迪F3出租车已全部淘汰，被替换成了纯绿色的比亚迪e5、橘色的吉利帝豪等出租车。

现出租车计价标准为：
- 1.8L以下的出租汽车

起步价3公里9.00元，基本公里运价2.00元/公里。单程载客12公里以上时，每公里加收公里运价50%的空驶补贴费。
夜间计费23时至次日6时，起步价增加1元，每公里运价加收0.3元。
营运途中非因驾驶员责任，时速≤10公里/小时，自动累计5分钟计1公里运价（7:00-9:00，17:00-19:00自动累计4分钟计1公里运价）。
- 1.8L以上的出租汽车

起步价2公里9.00元，基本公里运价2.40元/公里。2016年11月1日起，排气量1.8L以上车型起步价降低至2公里8.5元）。
单程载客8公里以上时，每公里加收公里运价50%的空驶补贴费。
夜间计费23时至次日6时，起步价增加1元，每公里运价加收0.3元。
营运途中非因驾驶员责任，时速≤10公里/小时，自动累计5分钟计，1公里运价（7:00-9:00，17:00-19:00自动累计4分钟计1公里运价）。

### 航空

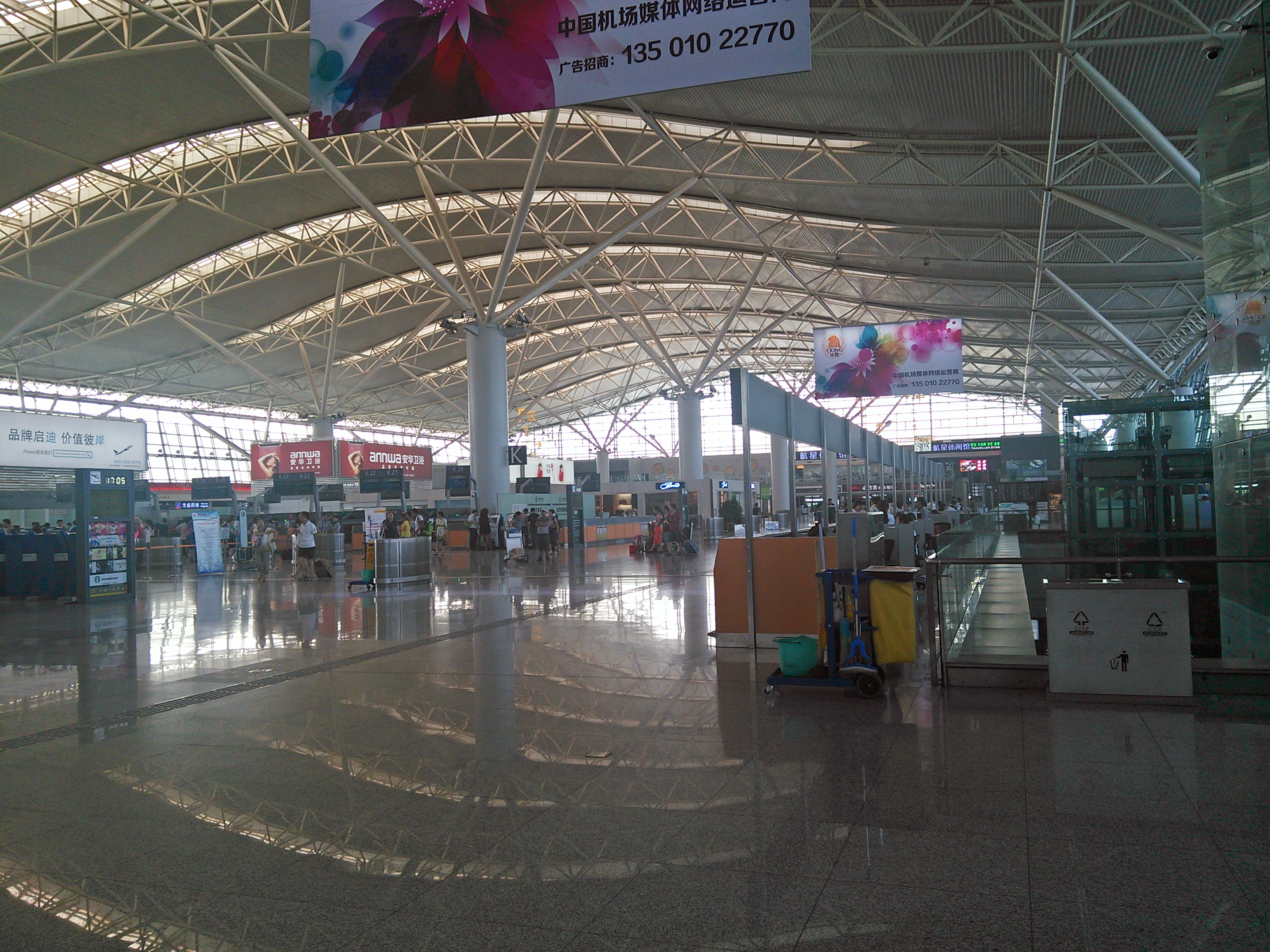
西安咸阳国际机场T3航站楼出发大厅

西安咸阳国际机场位于咸阳市渭城区，西安咸阳国际机场是中国十大机场之一。机场飞行区等级4F级，拥有两条跑道（3000×45米，3800×60米），可满足世界上载客量最大的A380客机起降，停机位127个，登机桥44个；三座航站楼，总面积35万平米，值机柜台140个，安检通道36条；8万平方米的综合交通枢纽，2.5万平方米的货运区，1.2万平米的集中商业区。多年来，西安咸阳国际机场一直在中国国民航机场业保持着行业领先地位，运输业务量连续多年快速增长。2018年，西安咸阳国际机场全年完成起降航班32.97万架次，旅客吞吐量4465.37万人次，货邮吞吐量31.26万吨，年旅客吞吐量排名升至全国第七位，飞出了追赶超越加速度。目前，机场与国内外65家航空公司建立了航空业务往来，国际（地区）航线达到64条，连通全球29个国家、53个枢纽和著名旅游城市，其中覆盖“一带一路”沿线国家14个、城市20个，初步构建起“丝路贯通、欧美直达、五洲相连”的国际网络格局，成为服务陕西“三个经济”发展的新引擎，构建起陕西对外开放和走向世界的航空大通道。

### 公路

#### 高速公路
西临高速公路是陕西省第一条高速公路，也是中国西部的第一条高速公路，西起西安市东郊官厅，东止临潼苗家。全长23.888公里。其中官厅至临潼姜沟16.311公里为22幅段，路基宽26米，设计时速为每小时120公里，1987年10月动工兴建，1990年12月27日正式建成通车。
2005年至2008年，陕西高速公路累计完成投资720亿元，投资总规模位列全国第三，通车里程已达到2,466公里，实现全省9市1区、71个县（市、区）通达高速公路。該市境内352公里的“米”字型高速公路已经全部建成通车，除周至县外均已通达高速公路。
2012年，陕西省高速公路总里程已突破4,000公里。预计2015年突破5,000公里。同时未来西安将形成2条高速环行线（西安绕城高速和西咸北环线），6条以西安为中心的辐射线，构成西安对外辐射各地市的高速通道，西安到各地市实现当日往返。此外，还将形成跨省高速通道，实现西安到周边相连的省（区、市）当日抵达。
同时西部开拓十年，西安已成为全国高速公路网中最大的节点城市之一，穿境而过的国道主干线G65、G30和西部大通道（阿荣旗-北海、银川-武汉、西安-上海，西安-昆明，西安-茂名）。西安高速公路建立的快速成长，主题市区的辐射驱策作用越来越崭露出来，在很大水准上增进了西安市的临潼、阎良、蓝田、鄠邑、洛川、商洛等地的区域经济快速成长。

#### 公路客运
现如今西安的公路網以西安市為中心呈「米」字型輻射狀，在規劃中還將進一步發展成為「來」字型，使出行更加快捷方便。包含有繞城高速、機場新線、二環路和三環路等。其中三環路系統工程全線總里程89.7公里，主線總長74.8公里。其中，東西三環新建主線32.5公里，雙向8車道（局部6車道），設計車速80公里/小時，三環整體工程已於2008年底前竣工。西安市區與全部所轄區縣以及省內所有地級市通有高速公路。
在公路客运方面，陕西省西安汽车站、西安城东客运站、西安城西客运站、西安城北客运站、西安城南客运站共同组成了旅客运输网络，负责省内及省外的公路运输。

#### 交通拥堵问题

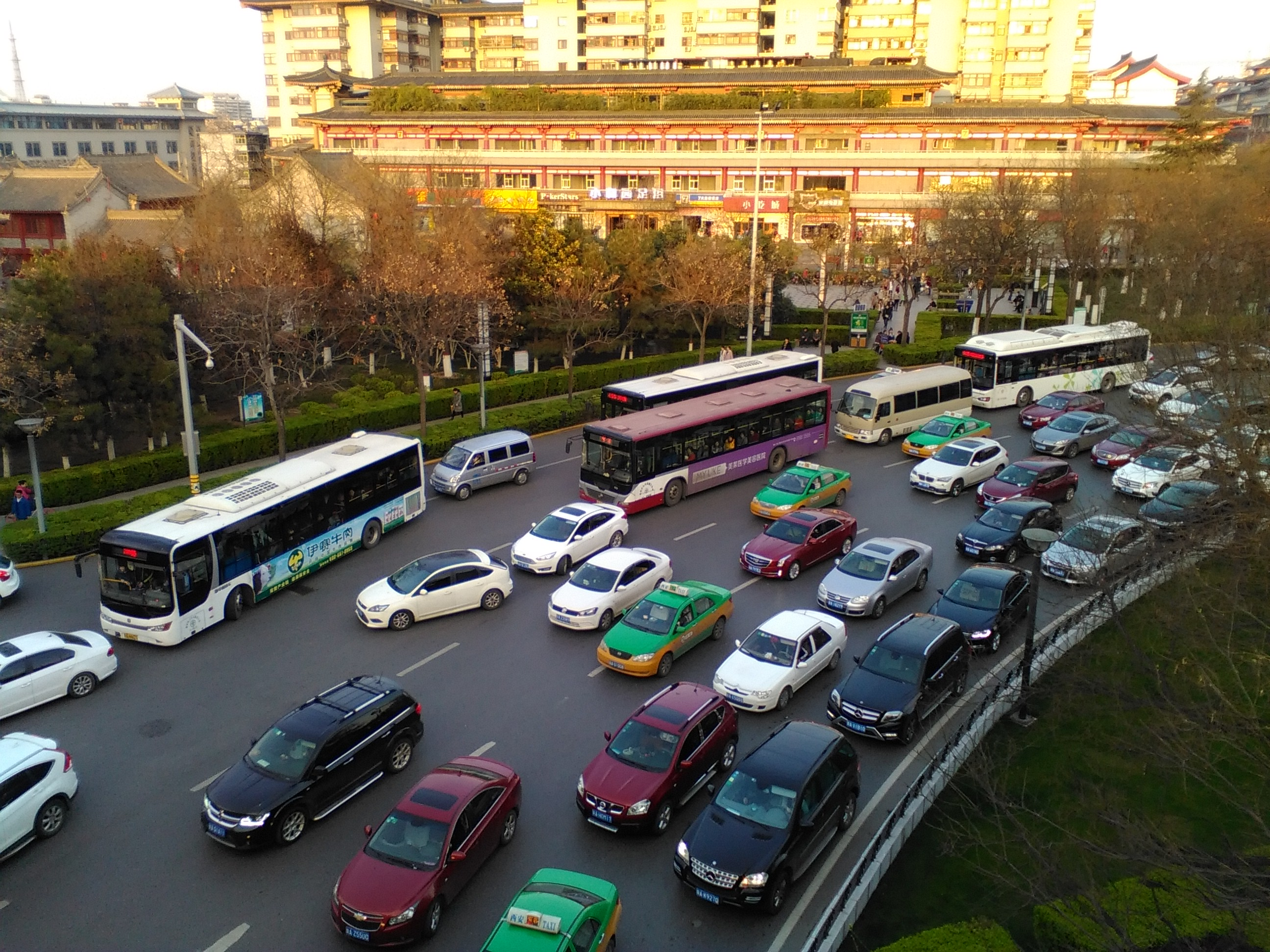
西安下班晚高峰时的车流

由于近年来西安机动车数量不断激增，因而也成为了西安城市拥堵最主要的原因。而事实上，西安城市拥堵的主要原因是公共交通不能很好满足市民出行需求。

### 鐵路

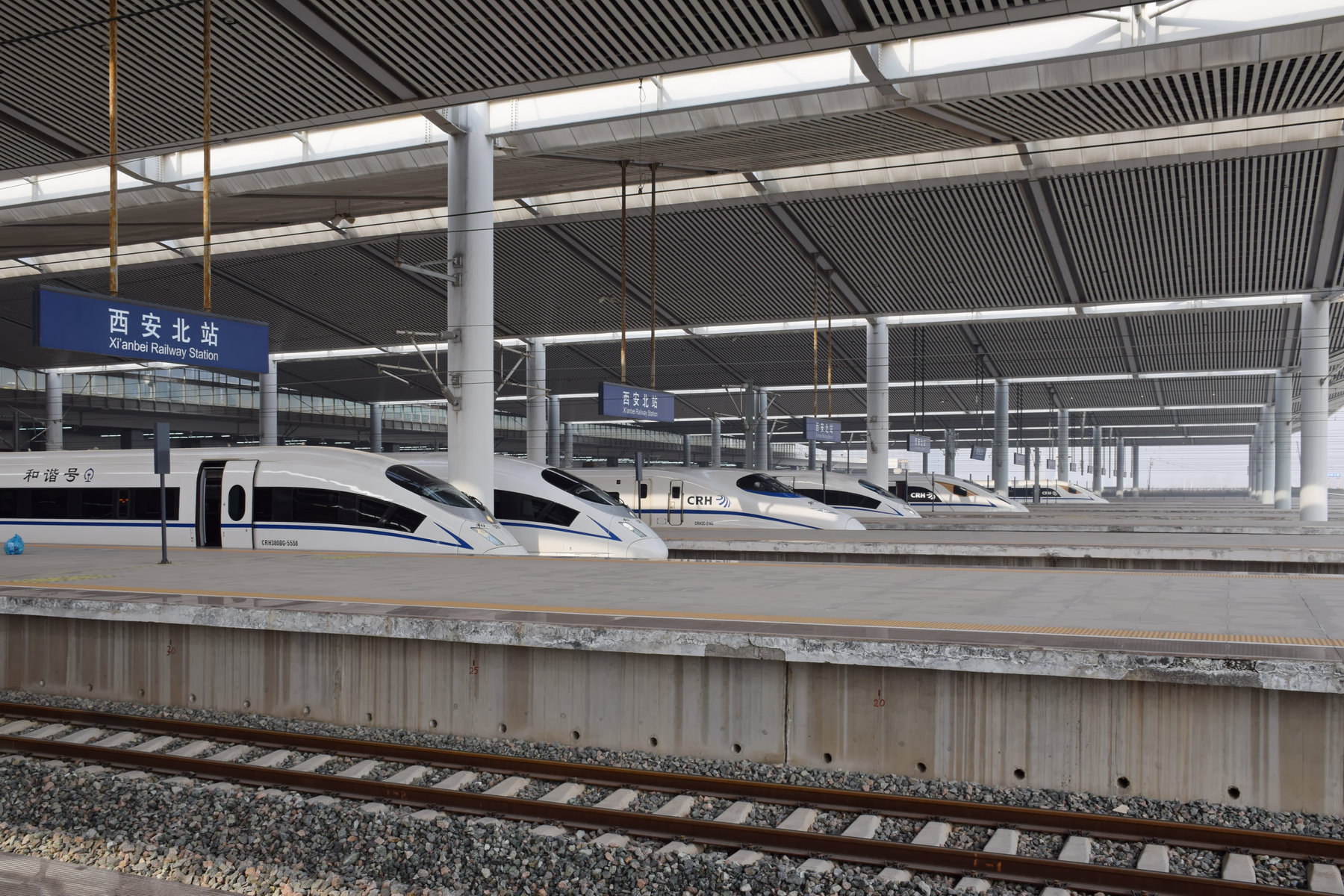
西安北站是中國以站台數量計算，最大的客運火車站

鐵路方面，早在2005年西安火車站便首次邁入全國客運大站前五行列。目前西安火車站日均办理旅客列车约100多列。西安站也曾开行包括時速250KM/h的“和諧號”動車組以及350kM的高速动车组，但随着西宝客运专线的开通，西安站已无动车组列车开行，该站也恢复为只办理普速列车接发任务的车站。
西安北客站車站站房總建築面積約33.1萬平方米，其規模為全亚洲第一的客运站。西安北客站全面運營後，年發送旅客近年將達6,800多萬人，遠期將達到8,000多萬人。西安北客站是西安鐵路樞紐及將要建成的全國快速高速客運網中的一個重要節點。鄭西高鐵是國內第三條開通的高速鐵路。2016年9月开通的郑徐高铁、2017年7月开通的宝兰高铁、2017年12月开通的西成高铁，大大缩小了西安高铁到东南沿海地区、西北地区、西南地区的时空距离。
截至2023年12月底，从西安北站乘坐高铁除无法抵达长春、哈尔滨、拉萨、海口这4个省会城市外，均可抵达其他中国大陆的省会城市（包括D字头和G字头）。涵盖北京、上海、天津、广州、深圳、长沙、武汉、郑州、石家庄、济南、青岛、太原、南京、杭州、合肥、南昌、福州、沈阳、贵阳、成都、重庆、兰州、西宁、昆明、银川、呼和浩特（最西可达乌鲁木齐）等地。

## 全国重点文物保护单位

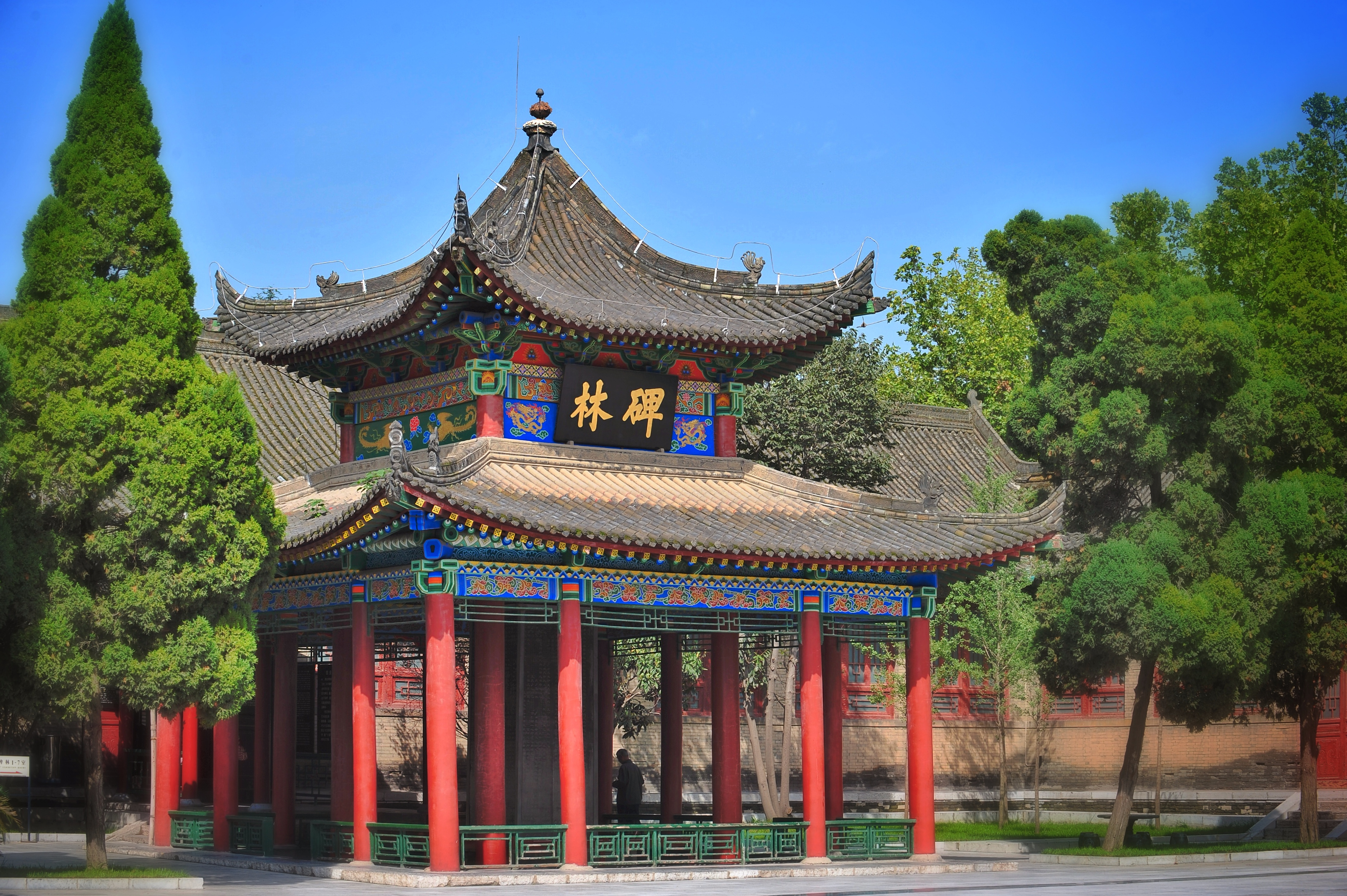
西安碑林

- 古建筑及历史纪念建筑物：大雁塔、小雁塔、兴教寺塔、西安清真寺
- 古建筑：西安城墙、仙游寺法王塔
- 石刻及其他：西安碑林
- 古遗址：半坡遗址、丰镐遗址、阿房宫遗址、汉长安城遗址、大明宫遗址、蓝田猿人遗址、姜寨遗址、隋大兴唐长安城遗址、灞桥遗址、华清宫遗址
- 古墓葬：秦始皇陵、杜陵
- 革命遗址及革命纪念建筑物：西安事变旧址、八路军西安办事处旧址
- 西安钟楼、鼓楼
- 水陆庵
- 康家遗址
- 老牛坡遗址
- 栎阳城遗址
- 东渭桥遗址
- 鸠摩罗什舍利塔
- 公输堂
- 香积寺善导塔
- 西安城隍庙
- 八云塔
- 重阳宫祖庵碑林
- 秦东陵
- 明秦王墓
- 长安圣寿寺塔
- 长安华严寺塔
- 昭慧塔
- 大秦寺塔
- 易俗社剧场
- 杨官寨遗址
- 鱼化寨遗址
- 西峪遗址
- 建章宫遗址
- 圜丘遗址
- 窦太后陵
- 凤栖原西汉家族墓地
- 薄太后陵
- 蓝田吕氏家族墓地
- 敬德塔
- 大学习巷清真寺

## 對外交往

### 友好城市
古代，西安就曾經是東西方文化交流的中心；中華人民共和國成立後，西安的對外交往活動一直蓬勃發展，現与30个国家的37个城市建立了友好城市关系，并与41个国家的64个城市结为友好交流城市。
与西安市结为友好城市的城市
- 日本奈良市
（1974年2月1日）
- 日本京都市
（1974年5月10日）
- 英国愛丁堡
（1985年4月16日）
- 法國波城
（1986年9月15日）
- 美国堪薩斯城（密蘇里州）
（1989年4月29日）
- 伊朗伊斯法罕
（1989年5月6日）
- 德国多特蒙德
（1991年5月27日）
- 巴基斯坦拉合爾
（1992年6月20日）
- 日本船橋市
（1994年11月2日）
- 慶州市
（1994年11月18日）
- 羅馬尼亞雅西
（1994年12月6日）
- 乌克兰第聂伯罗
（1995年10月27日）
- 土耳其科尼亞
（1996年9月8日）
- 尼泊尔加德滿都
（1996年9月12日）
- 巴西巴西利亞
（1997年10月26日）
- 加拿大魁北克市
（2001年5月11日）
- 阿根廷科爾多瓦
（2006年12月19日）
- 義大利龐貝
（2007年10月13日）
- 希腊卡拉马塔
（2009年9月17日）
- 昆卡
（2010年9月8日）
- 荷蘭格罗宁根
（2011年11月）
- 美国蒙哥马利县
（2013年）
- 俄羅斯乌兰乌德
（2013年）
- 日本爱媛县
（2013年）
- 阿拉木图
（2013年）
- 土耳其加济安泰普
（2013年）
- 杜尚别
（2013年）
- 西班牙梅里达
（2014年）
- 晉州市
（2016年5月15日）
- 德国奥尔登堡
（2017年）

### 領事機構
| 序号 | 领事机构名称             | 开馆时间       | 现任领事          | 领区                               | 地址                                                | 备注     |
| ---- | ------------------------ | -------------- | ----------------- | ---------------------------------- | --------------------------------------------------- | -------- |
| 1    | 泰王国驻西安总领事馆     | 2006年11月28日 | 韩美玲            | 陕西、甘肃、宁夏                   | 碑林区雁塔北路9号中铁壹国际A座1层104室              | [ 註 6 ] |
| 2    | 韓國駐西安總領事館       | 2007年9月20日  | 洪淳昌            | 陕西、甘肃、宁夏                   | 高新区科技路33号高新国际商务中心19层                |          |
| 3    | 柬埔寨驻西安总领事馆     | 2017年1月1日   | 兴波              | 陕西、甘肃、宁夏                   | 灞桥区浐灞大道西安领事馆区1号楼                     |          |
| 4    | 马来西亚驻西安总领事馆   | 2017年10月1日  | 林雲亮            | 陕西、甘肃、宁夏                   | 雁塔区二环南路西段64号凯德广场写字楼东塔6层3、4单元 |          |
| 5    | 哈萨克斯坦驻西安总领事馆 | 2023年5月19日  | 卓什汗·科饶巴耶夫 | 陕西、甘肃、宁夏、四川、重庆、湖北 | 灞桥区浐灞大道西安领事馆区3号楼                     |          |

## 外部連結
- 西安市政府（页面存档备份，存于）
- 西安城市民間日誌（页面存档备份，存于）
- 西安新聞網
- 古都西安（页面存档备份，存于），中國文化研究院
- 西安地区主要调频广播频率(2015版)（页面存档备份，存于）

| 前任者： 秦咸阳（今咸阳市东南） | 中國首都（西汉-新） 前202年-23年 | 繼任者： 雒阳（洛阳） |
| 前任者： 建康（南京）           | 中國首都（隋-唐） 582年-904年    | 繼任者： 洛阳         |